# Campeonato Mundial de Snooker de 2022
El Campeonato Mundial de Snooker de 2022 (conocido en inglés y por motivos de patrocinio como 2022 Betfred World Snooker Championship) fue un torneo de snooker profesional y de ranking que se celebró entre el 16 de abril y el 2 de mayo en el Crucible Theatre de la ciudad inglesa de Sheffield. Organizado por el World Snooker Tour, fue el cuadragésimo sexto Campeonato Mundial de Snooker que se disputó de forma consecutiva en el Crucible, que había acogido una edición por primera vez en 1977. El torneo, que contó con el patrocinio de la casa de apuestas Betfred, fue el decimosexto y último de ranking de la temporada 2021-22. La BBC lo retransmitió en el Reino Unido; Eurosport, en Europa, y Matchroom Sport y otras cadenas, en otros países. La suma de los premios alcanzó las 2 395 000 libras esterlinas, de las que el ganador recibió medio millón.
Días antes, entre el 4 y el 13 de abril, ciento veintiocho profesionales y varios amateurs jugaron en el English Institute of Sport un clasificatorio de cuatro rondas para dilucidar qué dieciséis se unían en la fase final a los dieciséis cabezas de serie invitados de forma automática por su posición en el ranking. Ashley Hugill, Jackson Page y Hossein Vafaei hicieron su debut en el Crucible; este último se convirtió en el primer jugador de Irán en llegar a esta fase del campeonato más importante del circuito en cuanto a puntos y premios. Mark Selby defendió el trofeo que había conseguido en 2021 al ganarle la final a Shaun Murphy por dieciocho mesas a quince. No obstante, perdió 10-13 contra Yan Bingtao en un partido de segunda ronda que contuvo la mesa más larga de la historia del Crucible, pues se prolongó durante ochenta y cinco minutos.
Ronnie O'Sullivan participaba en la fase final por trigésima vez, de modo que igualó el récord que hasta entonces ostentaba Steve Davis. Llegó a sus vigésimos cuartos de final y a su decimotercera semifinal y en la final derrotó a Judd Trump (18-13) para empatar a Stephen Hendry en número de títulos mundiales, con siete. Fue su trigésimo noveno trofeo de ranking y el vigesimoprimero de uno de los que conforman la prestigiosa Triple Corona del snooker. Al ganar, tenía 46 años y 148 días, de modo que superó a Ray Reardon como campeón mundial de más edad de la historia. También rompió con setenta y cuatro el récord de victorias en el Crucible, hasta entonces en manos de Hendry con setenta.
Neil Robertson logró tejer una tacada máxima en su partido de segunda ronda frente a Jack Lisowski; era la quinta de su carrera y la duodécima de la historia del Crucible. Graeme Dott también consiguió un 147, aunque en las rondas clasificatorias, su segundo y el quinto de todas las previas que se han celebrado a lo largo de los años. Durante la fase final, los jugadores amasaron un total de ciento nueve centenas, el número más alto de la historia, una por encima de la edición anterior, mientras que Mark Williams, con dieciséis, igualó el récord establecido por Hendry en 2002.

## Organización y antecedentes

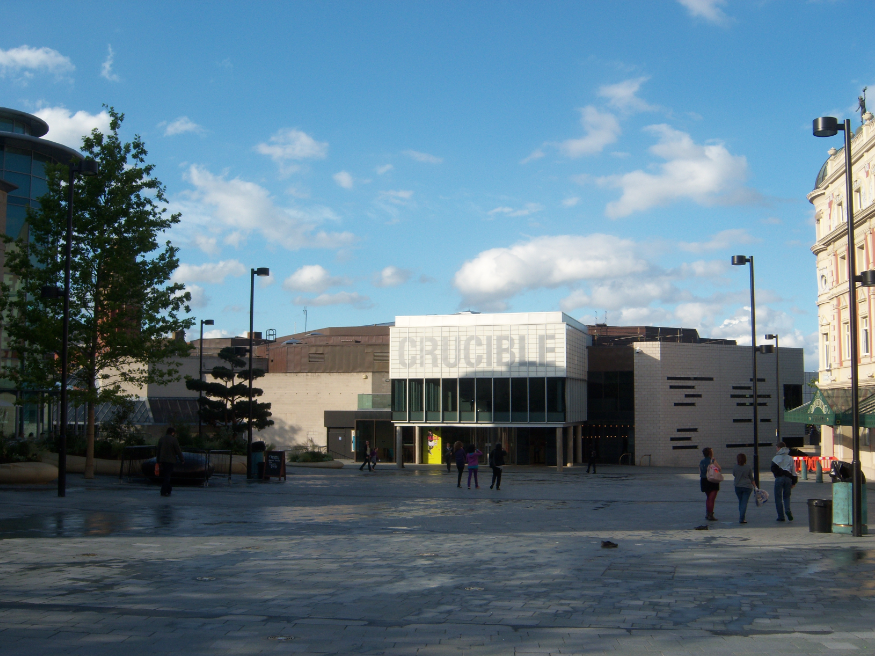
El Crucible Theatre de la ciudad inglesa de Sheffield viene acogiendo la fase final del torneo desde 1977

El Campeonato Mundial de Snooker es un torneo profesional y hace las veces de campeonato mundial de ese deporte. Concebido a finales del siglo XIX por soldados británicos destinados en la India, el snooker ya era popular en el Reino Unido antes de expandirse hacia Europa y los países de la Mancomunidad de Naciones. Hoy en día, se juega en todo el mundo, con especial incidencia en el este y el sureste del continente asiático, en países como China, Hong Kong y Tailandia.
El World Snooker Tour (conocido por sus siglas, WST) se encarga de la organización del torneo. Joe Davis salió vencedor de la primera edición, cuya final se disputó en 1927 en el Camkin's Hall de la ciudad inglesa de Birmingham. Desde 1977, es el Crucible Theatre de Sheffield, también en Inglaterra, el que acoge los partidos de la fase final. Hasta la fecha, el escocés Stephen Hendry, con siete, era el jugador de la era moderna que más trofeos atesoraba. En la edición previa, la de 2021, Mark Selby había ganado el campeonato por cuarta vez al derrotar en la final a su compatriota Shaun Murphy con un marcador de 18-15, que le había hecho merecedor de la concesión de 500 000 del total de 2 395 000 libras esterlinas que se entregaron en premios. La edición de 2022 contó con el patrocinio de la casa de apuestas Betfred, que ya lo había patrocinado entre 2009 y 2012 y venía haciéndolo de manera ininterrumpida desde 2015.

### Formato
Se celebró entre el 16 de abril y el 2 de mayo de 2022, como el último de los dieciséis torneos de ranking de que estuvo compuesta la temporada 2021-22. Al igual que otros años, se midieron treinta y dos jugadores, en partidos que se jugaron bajo un sistema de eliminación directa al mejor de varias mesas. La mitad de los jugadores se eligió de acuerdo con el último ranking, publicado al concluir el Tour Championship de 2022, mientras que los otros dieciséis hubieron conseguir un billete en las rondas clasificatorias previas. Selby, como defensor del título, habría tenido billete para participar aun si no hubiera estado entre los mejores en la tabla. El English Institute of Sport acogió entre el 4 y el 13 de abril las rondas previas, a las que accedieron 128 jugadores: se jugaron un total de cuatro, tres al mejor de once mesas y la última al mejor de diecinueve, y los jugadores eran cabeza de serie o recibían exenciones según su posición en el ranking.
John Parrott, campeón de la edición de 1991, fue el encargado de sortear los emparejamientos de la primera ronda, que se jugaría ya en el Crucible; cada uno de los cabezas de serie, clasificados de forma automática, se había de medir con uno de los jugadores que había accedido al torneo a través del clasificatorio. El número de mesas necesarias para hacerse con el partido iba aumentando con el paso de las rondas: diez en la primera, trece en la segunda y en los cuartos de final, diecisiete en las semifinales y dieciocho en la final.
A la primera ronda de la fase final llegaron doce jugadores ingleses, seis galeses, cuatro escoceses, cuatro chinos, dos tailandeses, uno norirlandés, uno australiano, uno belga y uno iraní. Fue la primera vez en la que este último país tuvo representación en esta fase. Fue también la primera ocasión desde 1980, año en que se introdujo la clasificación directa de los dieciséis cabezas de serie, en que ninguno de los británicos —doce en este caso— tenía menos de 30 años, lo que suscitó un debate por la falta de relevo generacional.
La BBC se encargó de retransmitir en el Reino Unido, mientras que Eurosport hizo lo mismo y lo abrió también al resto de Europa. Entre otras cadenas que brindaron cobertura, estuvieron Kuaishou, Migu, Huya Live, Youku y CCTV en China, NowTV en Hong Kong y DAZN en Canadá, Estados Unidos y Brasil. Matchroom Sport retransmitió los partidos de forma gratuita en los países en los que no hubiera otra opción.

### Premios
Se repartieron 2 395 000 libras esterlinas en premios, de las que medio millón fueron a parar a los bolsillos del ganador. Así se distribuyó este dinero según la ronda que alcanzó cada jugador:
- campeón: 500 000
- subcampeón: 200 000
- semifinalistas: 100 000
- cuartos de final: 50 000
- mejores 16: 30 000
- mejores 32: 20 000
- mejores 48: 15 000
- mejores 80: 10 000
- mejores 112: 5000

Asimismo, se concedieron 15 000 libras por la tacada más alta del torneo, además de una bonificación añadida de 40 000 por 147 en el Crucible y 10 000 por tacada máxima en las rondas clasificatorias.

## Desarrollo del torneo

### Rondas clasificatorias
Hendry, siete veces campeón del torneo, se había reincorporado al circuito profesional en 2021, tras nueve años en el retiro, pero decidió no participar en las rondas clasificatorias y alegó que no estaba entrenando lo suficiente. Liang Wenbo, número treinta y dos del ranking mundial, había avanzado automáticamente hasta la tercera ronda, pero la World Professional Billiards and Snooker Association decidió el 2 de abril imponerle una sanción y vetarle su participación en torneos del circuito después de que fuera condenado por violencia doméstica.

#### Primera ronda clasificatoria

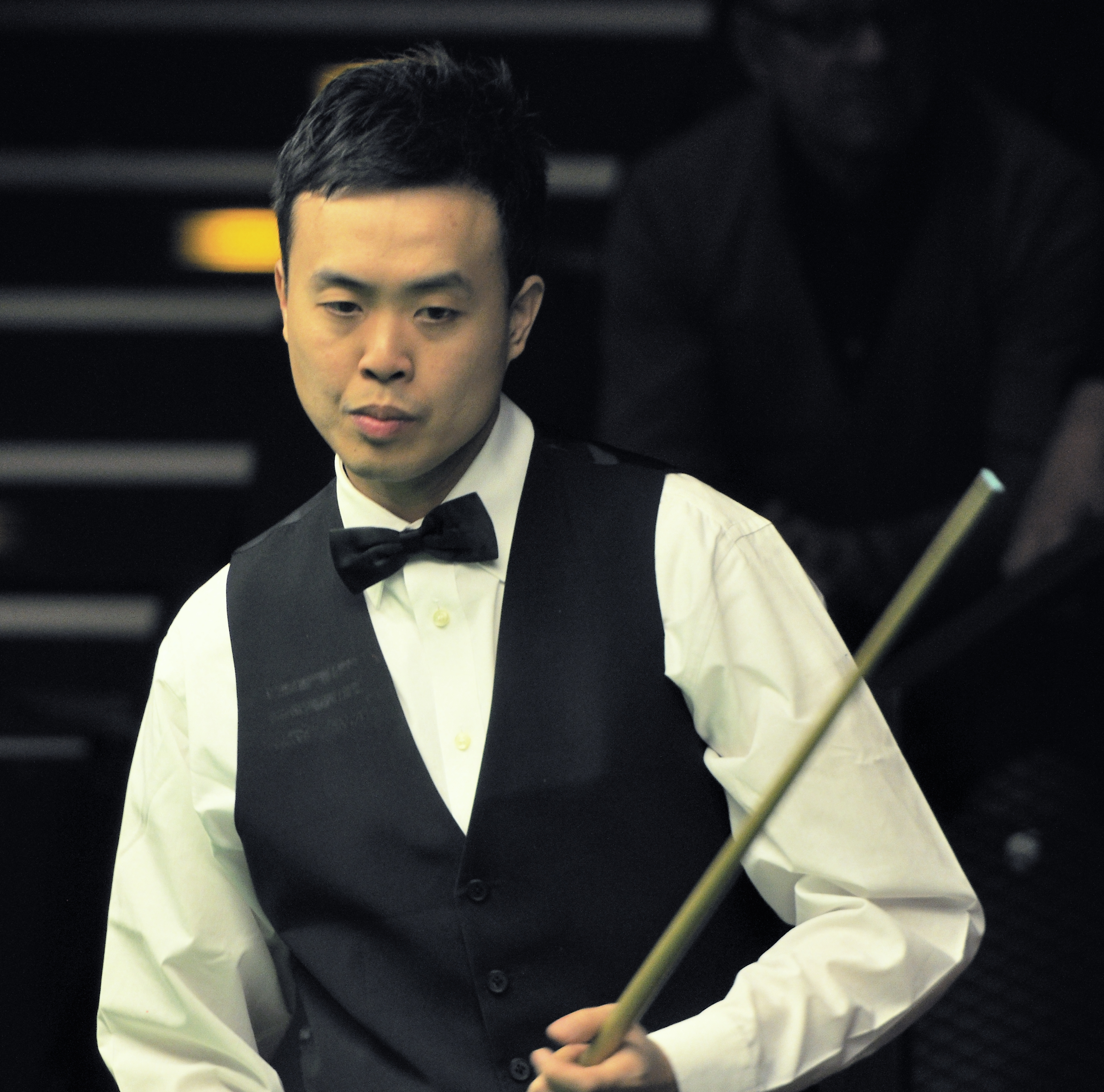
Marco Fu (la fotografía es de 2014) disputó en la primera ronda clasificatoria su primer partido profesional en más de dos años

En la primera ronda clasificatoria participaron los jugadores que se encontraban entre las posiciones 81 y 112 del ranking y aquellos que ni siquiera tenían número. Liam Davies, amateur, se convirtió con 15 años y 277 días en el jugador más joven en ganar un partido del Campeonato Mundial al derrotar a Aaron Hill (6-4). Jimmy White, subcampeón en seis ocasiones, perdió por dos mesas a seis frente a Andrew Pagett, que al cabo del partido recibió críticas por no haber anunciado que había cometido una falta. Marco Fu, semifinalista tanto en 2006 como en 2016, llevaba apartado de la competición profesional desde el Abierto de Gales de 2020 a raíz de la imposibilidad de viajar por la COVID-19 y por unos problemas en la vista. En el camino hacia su reincorporación, jugó un partido de entrenamiento contra Noppon Sangkham en el que consiguió una tacada máxima poco usual, de 149 puntos. Aun así, perdió en su partido clasificatorio por cinco mesas a seis frente a Ian Burns, que amasó una tacada de 141. En esta fase del torneo tomaron parte cuatro jugadoras (Reanne Evans, Rebecca Kenna, Ng On-yee y Nutcharut Wongharuthai), pero ninguna de ellas ganó. Iulian Boiko, que ostentaba el récord de debutante más joven de esta fase al haber participado en 2020 con apenas 14 años, derrotó a Michael Georgiu (6-4) en la que fue su primera victoria en un partido del Campeonato Mundial.

#### Segunda ronda clasificatoria

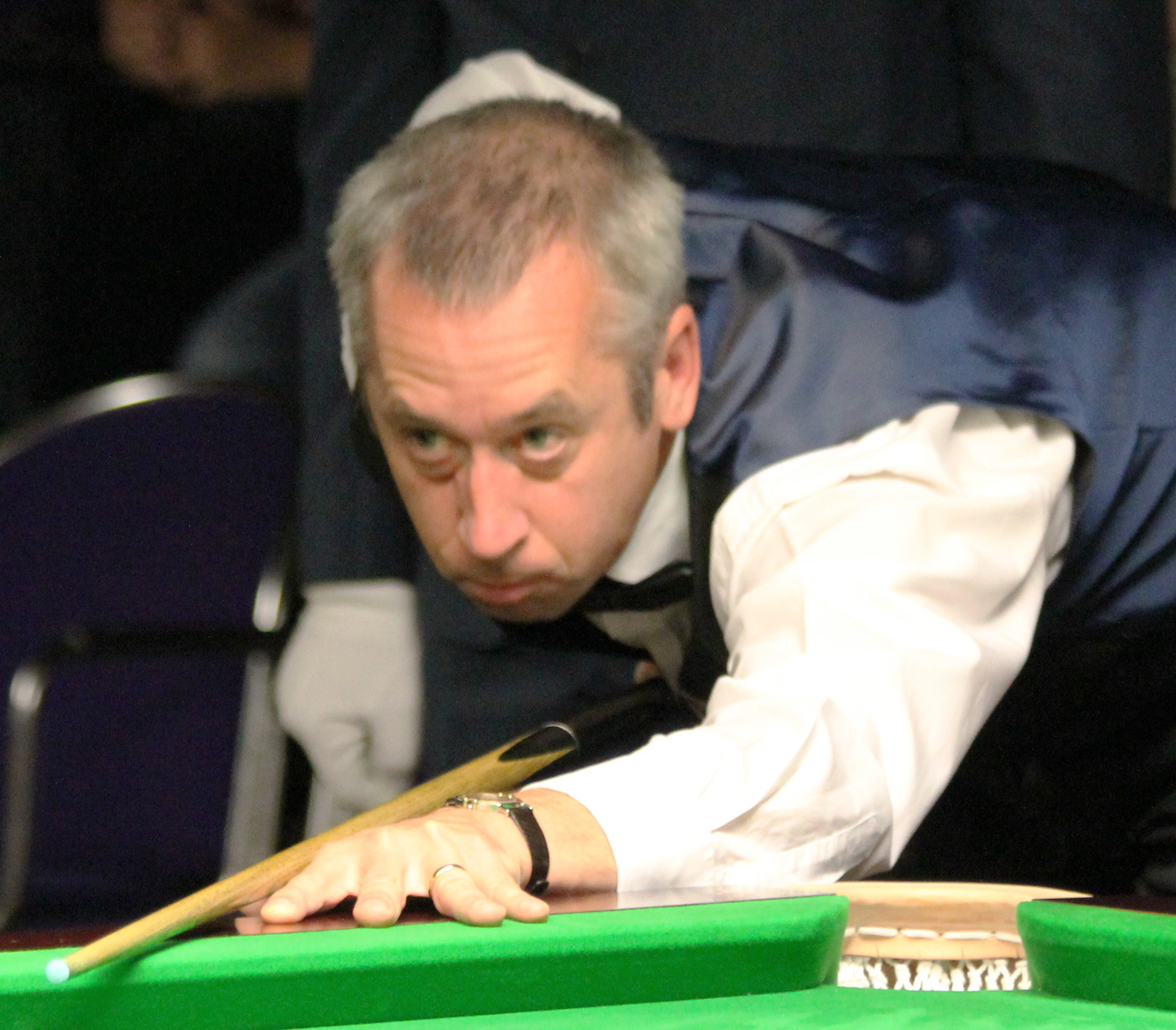
Nigel Bond (la fotografía es de 2012), semifinalista de 1995, anunció su retirada tras perder contra Lukas Kleckers en la segunda ronda clasificatoria

De cara a la segunda ronda, a los jugadores que habían ganado en la primera se les sumaron los que estaban entre las posiciones 49 y 80 del ranking. El galés Dominic Dale venció (6-5) ante Duane Jones, compatriota suyo, lo que le permitió retener su puesto en el circuito profesional. En la misma situación se encontraba Allan Taylor, que ganó por seis mesas a cinco a Michael Judge al embocar la última bola negra. En la otra cara de la moneda, Nigel Bond, subcampeón de la edición de 1995, se cayó del circuito al verse superado por Lukas Kleckers, que le endosó un 1-6. Era hasta entonces el único jugador que se había hecho profesional en la década de 1980 y seguía en el circuito profesional; a raíz de la derrota, anunció su retirada tras treinta y tres temporadas: «Con 56 años, mi momento como profesional del circuito profesional se ha acabado». Si bien anunció que no trataría de recuperar la plaza a través de los torneos de la Q School, también confirmó que seguiría compitiendo en el World Seniors Championship, que continuaría ejerciendo como entrenador y que se mantendría al frente de la junta de jugadores de la WPBSA hasta el final de su mandato.
También salieron derrotados del torneo y perdieron su puesto en el circuito Sunny Akani, Andrew Higginson, Fergal O'Brien y Martin O'Donnell. Thepchaiya Un-Nooh tenía el suyo en peligro, pero se impuso a Pagett (6-4) en un partido en el que el derrotado consiguió tres centurias y el vencedor, una tacada de 137. Matthew Stevens, finalista de 2000 y 2005, se granjeó más posibilidades de mantenerse en el circuito al vencer a Gerard Greene por seis mesas a una. Por su parte, Ken Doherty, campeón de 1997, cayó por 4-6 ante Rory McLeod.

#### Tercera ronda clasificatoria

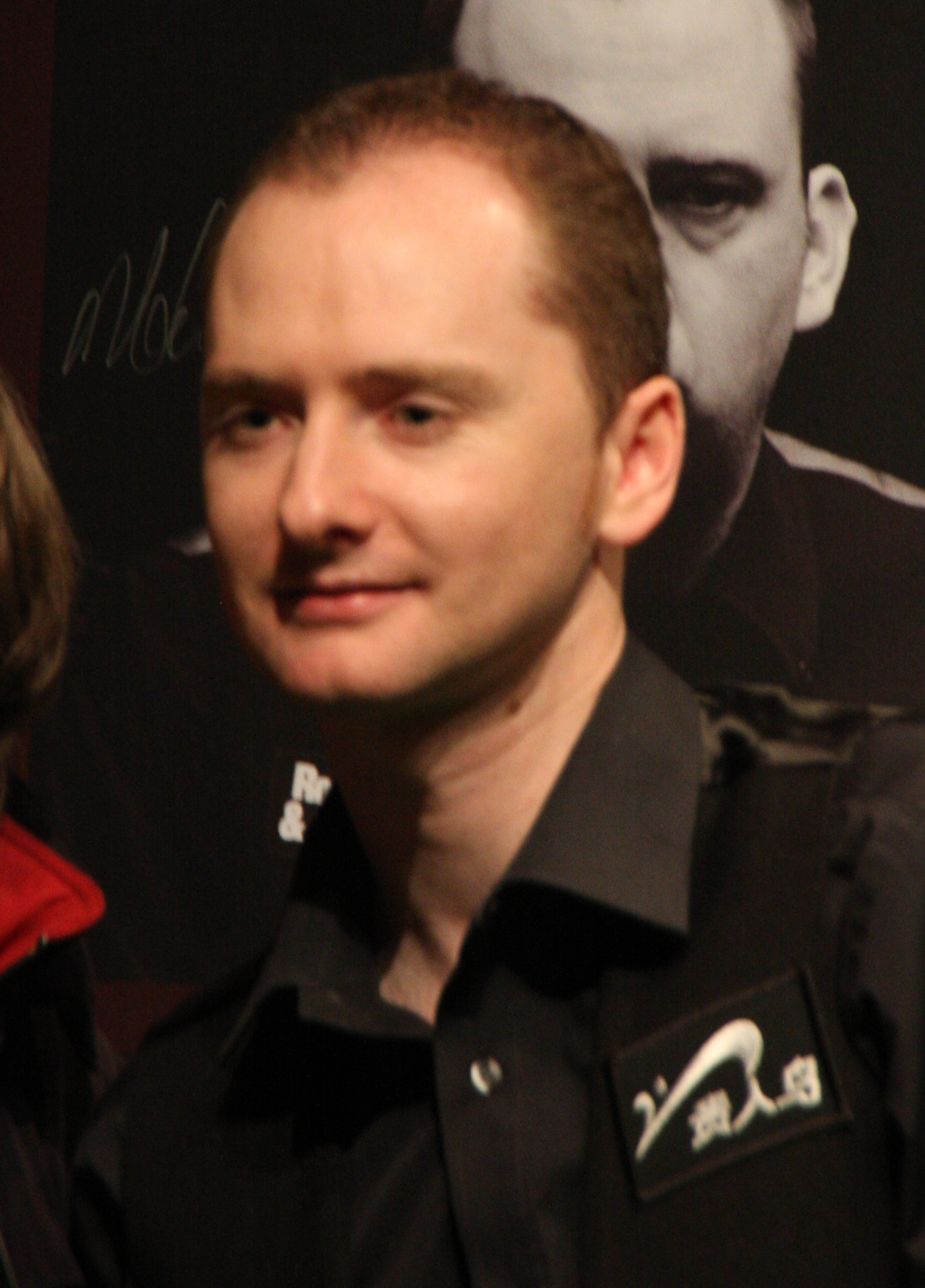
Graeme Dott (la fotografía es de 2011) consiguió un 147 en la tercera ronda clasificatoria

A los que ganaron en la segunda ronda se sumaron para jugar la tercera los jugadores situados entre el puesto decimoséptimo y cuadragésimo octavo. Alcanzaron esta fase cinco jugadores amateur; a saber, James Cahill, Liam Davies, David Lilley, Daniel Wells y Michael White. Este último derrotó a Mark King por seis mesas a una. Lilley, vigente campeón del torneo de veteranos, se impuso a Kurt Maflin por el mismo margen; el derrotado perdió su puesto en el circuito. Los otros tres amateurs no consiguieron pasar de esta ronda. Por su parte, Dale se vio agraciado con una exención por la suspensión impuesta a Liang, mientras que Taylor sorprendió con un 6-4 a Ricky Walden; este último, semifinalista de la cita de 2013, era el número 17 del mundo y se había quedado a un paso de clasificarse automáticamente para el Crucible, cosa que habría conseguido de no haber perdido en las semifinales del Abierto de Gibraltar. Scott Donaldson se hizo con una plaza en la última ronda clasificatoria al derrotar en esta a Li Hang (6-5) en la última bola negra, mientras que Ashley Hugill se recompuso de una intoxicación alimentaria para remontar un 2-5 desfavorable frente a Martin Gould.
Stephen Maguire, semifinalista tanto en 2007 como en 2012, había caído hasta la cuadragésima posición del ranking y hubo de jugar en las clasificatorias por primera vez desde 2018. En esta ronda se impuso a Zhang Anda por seis mesas a tres. Ding Junhui, subcampeón del campeonato de 2016, también tuvo que medirse en estas rondas previas al haber descendido hasta la vigesimonovena plaza; venció a Tian Pengfei, compatriota suyo, por seis a cuatro. David Gilbert, semifinalista de 2019, venció ante McLeod (6-1), mientras que Chris Wakelin necesitó de la mesa decisiva para deshacerse de Fan Zhengyi, campeón del Masters de Europa. Kleckers y Michael Holt perdieron su puesto en el circuito al perder el primero contra Matthew Selt en la mesa decisiva y el segundo contra Tom Ford por tres a seis. Un-Nooh, por el contrario, se aseguró su permanencia con su victoria ante Jak Jones (6-5).
Graeme Dott, campeón de 2006, logró tejer una tacada máxima en su victoria por seis a uno contra Pang Junxu; era el segundo de su carrera y llegaba veintitrés años después del primero. Fue, asimismo, el quinto 147 de la historia de las rondas clasificatorias. Hossein Vafaei le endosó un 6-0 a Simon Lichtenberg para llegar por tercera vez en su carrera a la última ronda clasificatoria, mientras que Jamie Clarke también se garantizó una plaza en la fase decisiva al vencer por el mismo margen a Gary Wilson. Ali Carter, subcampeón de 2008 y 2012, derrotó a Gao Yang (6-4) y Stevens hizo lo propio con Sam Craigie (6-1). Joe Perry, entonces vigente campeón del Abierto de Gales, perdió por tres mesas a seis ante Jackson Page, que se había visto obligado a recuperar su puesto en el circuito a través de la Q School después de perderlo en la temporada anterior.

#### Cuarta ronda clasificatoria

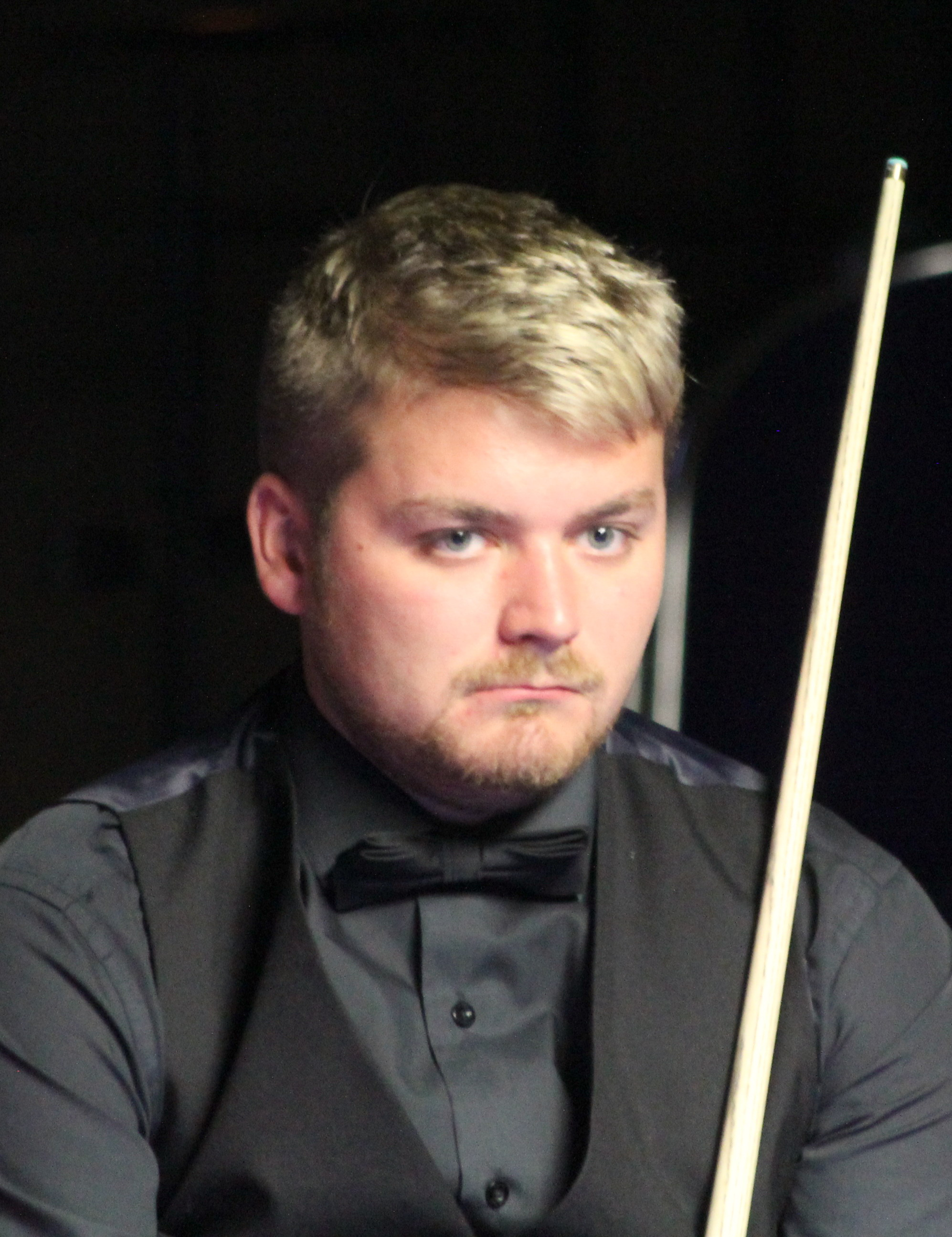
Michael White consiguió con su victoria por 10-8 frente a Jordan Brown el pase a la fase final; solo otro jugador en toda la historia ha conseguido esa hazaña como amateur

Los partidos de la cuarta ronda clasificatoria, que se conoce también como «Día del Juicio Final», se disputaron el 12 y el 13 de abril, y se retransmitieron en directo en los canales de YouTube y Facebook del World Snooker Tour. Los treinta y dos ganadores de la ronda anterior se enfrentaron en partidos al mejor de diecinueve mesas, en dos sesiones, y los que resultasen vencedores se harían con un billete para Sheffield. Ding, que llegó a ir perdiendo 4-7 contra Lilley, encadenó seis mesas seguidas para darle la vuelta al encuentro y clasificarse para el Crucible por decimosexto año consecutivo. Maguire, por su parte, se clasificó para la fase final por decimonovena temporada consecutiva; ganó a Zhou Yuelong por diez mesas a siete en un partido que tildó de lucha aguerrida. Hugill se granjeó su debut en el Crucible al derrotar por diez mesas a siete a Joe O'Connor; el encuentro se lo llevó con un double en la bola negra de banda corta a banda corta. Michael White, que ya había llegado a la fase final en tres ocasiones a lo largo de su carrera profesional, remontó un 6-7 contra Jordan Brown y acabó por ganar 10-8. Se convirtió así en el segundo jugador amateur de la historia, tras Cahill en 2019, en alcanzar la fase final.
Un-Nooh llegó a ir perdiendo 4-6 contra Selt, pero amarró seis de las últimas siete mesas para firmar una victoria de 10-7 que adornó limpiando la mesa dos veces consecutivas con tacadas de 138 y 145. Jamie Jones, que consiguió anotarse las siete primeras mesas de su partido contra Ford, ganó 10-5. Donaldson derrotó a Taylor (10-1) y Lyu Haotian se impuso a Dale (10-4) para llegar a la fase final por tercera vez. Vafaei logró hacerse con una ventaja de 4-1 en su partido contra Lei Peifan, pero este consiguió empatar a cinco y llevar el partido a la mesa definitiva: Vafaei embocó todas las bolas que quedaban para tejer una tacada que le permitió remontar 61 puntos y llevarse el encuentro con la última bola negra; se convirtió así en el primer jugador iraní de la historia en hacerse con una plaza en el Crucible. Page, mientras tanto, le ganó a David Grace 10-6. Gilbert empezó perdiendo 1-2 contra Anthony Hamilton, pero encadenó siete mesas seguidas para sellar una victoria por diez a tres. También se clasificaron para el Crucible Liam Highfield, por tercera vez al deshacerse de Yuan Sijun (10-7), y Stevens, que perdió las primeras cuatro mesas contra Carter pero se recompuso y certificó su decimoctava comparecencia al ganarle 10-6.
Clarke abrió una ventaja de 8-4 sobre Dott, pero el campeón de la edición de 2006 remontó e igualó el partido a ocho mesas. En la decimoctava, Clarke embocó la última bola negra con un fluke que cerró el partido con un marcador de diez a ocho. Wakelin se hizo con cuatro de las últimas cinco mesas de su partido contra Jimmy Robertson para cerrar una victoria por diez a siete, y Sangkham ganó las últimas tres de su enfrentamiento con Robert Milkins para un diez a ocho. Con estos resultados, en la fase final habría seis jugadores galeses —Clarke, Jones, Page, Stevens, White y Mark Williams, este último clasificado automáticamente como cabeza de serie—, el número más elevado desde 1990.

### Fase final

#### Primera ronda

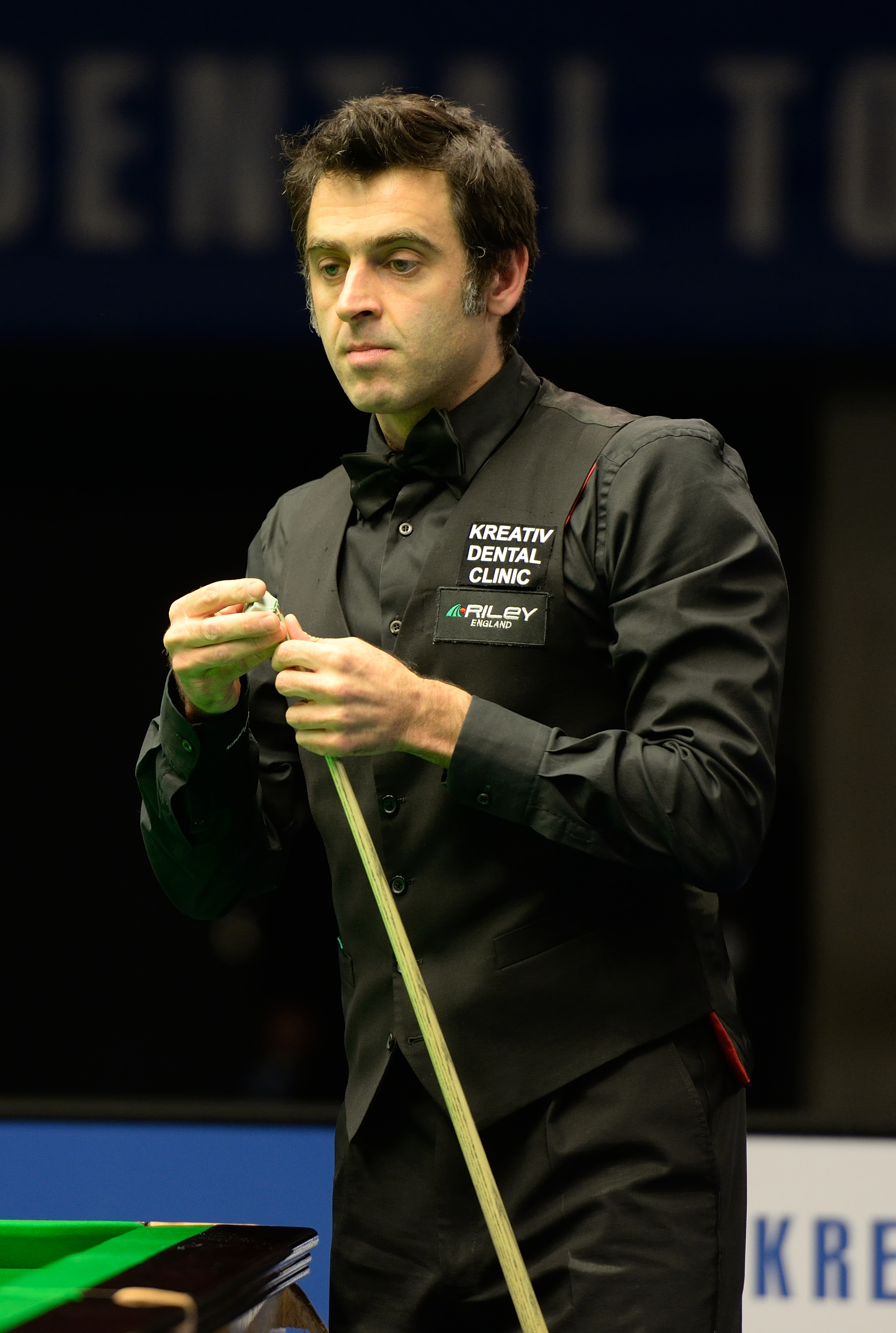
Ronnie O'Sullivan igualó con treinta el récord de participaciones en la fase final que hasta entonces ostentaba Steve Davis en solitario

Los partidos de primera ronda se disputaron al mejor de diecinueve mesas entre el 16 y el 21 de abril. Aquejado de problemas de salud mental, Selby se había ausentado del Masters de Turquía y del Abierto de Gibraltar y llegó a considerar no defender el título que había conseguido en 2021 por la depresión. No había jugado un partido de competición desde su derrota en la primera ronda del Abierto de Gales y había podido dedicar poco tiempo a entrenar. Aun así, se presentó en Sheffield y abrió su partido contra Jones con una ventaja de ocho mesas a tres; aunque vio cómo le remontaba hasta el 9-7, Jones cometió una falta al perder la blanca por una de las troneras y Selby se llevó el partido (10-7). Ronnie O'Sullivan, número uno del mundo, accedió a la fase final por trigésima vez consecutiva, todas desde que debutó con 17 años, e igualó el récord histórico de participaciones en el Crucible que ostentaba Steve Davis. Aunque perdió las tres primeras mesas contra Gilbert, ganó después seis consecutivas para irse con una ventaja de 6-3 a la conclusión de la primera sesión. Ganó luego cuatro seguidas en la segunda para cerrar el partido con un marcador de 10-5 e igualar el récord de victorias en el Crucible de Hendry, con setenta. La WPBSA lo llamó a presentarse ante el comité disciplinario por un gesto profano que habría hecho al fallar una bola negra en la decimotercera mesa; aunque negó los cargos, se le multó con dos mil libras y otras dos mil adicionales por gestos similares tanto en este partido como en encuentros del Campeonato del Reino Unido de 2021.
Zhao Xintong venía de ganar durante aquella temporada los dos primeros títulos de ranking de su carrera y debutó en el Crucible. En su partido contra Clarke, abrió una ventaja de 7-2 en la primera sesión y se llevó tres mesas consecutivas al comienzo de la segunda para sellar su primera victoria (10-2) en esta fase del campeonato. En el partido firmó dos centenas y otras cinco tacadas de más de setenta puntos. Según Clarke, el jugador chino había estado «sencillamente fenomenal, una sensación de nuestro deporte» y ganaría el título en los siguientes cinco años. Page, por su parte, llegó a ir 6-2 contra Barry Hawkins, otrora subcampeón, pero vio cómo su ventaja se reducía hasta solo una mesa (8-7); aun así, solventó el partido con tacadas de 128 y 135 para certificar la victoria (10-7). «No podría haber pedido un mejor debut», comentó después. Hawkins, que llevaba desde 2010 sin perder en primera ronda, se convirtió así en el primer cabeza de serie en resultar eliminado del campeonato.
Murphy y Maguire se enfrentaron por primera vez con el Crucible de escenario; el segundo consiguió abrir una brecha de tres mesas (6-3) al final de la primera sesión. Murphy dio comienzo a la segunda con una tacada de 130 puntos, su centésima centena en este torneo, y para el descanso ya había conseguido reducir la diferencia hasta el 7-6. Doherty, que comentaba el partido para la BBC, apuntó que la decimocuarta mesa era «una de las más locas» que había visto nunca. Se prolongó durante setenta y un minutos y el público, entre otros sucesos, pudo ver cómo Maguire lanzaba el taco al suelo tras un mal tiro posicional y cómo Murphy discutía durante cuatro minutos con el árbitro por una bola libre que este le había concedido; terminó por negarse a aceptarla por deportividad. Finalmente, Murphy se llevó la mesa con la última bola negra e igualó el partido; aunque siguió luego con media centena en la decimocuarta mesa para ponerse por delante por primera vez con 8-7, Maguire ganó tres seguidas y cerró el partido con un 10-8. Anthony McGill, semifinalista de la edición de 2020, llegó a ir 6-3 por delante de Highfield al cabo de la primera sesión y, aunque este redujo la desventaja a una sola mesa (7-6), McGill aseguró tres de las últimas cuatro —la última, gracias a un golpe de suerte— para llevarse el enfrentamiento por diez a siete. En la rueda de prensa posterior, admitió que había cometido «muchos errores» y que había fallado muchos tiros, pero achacó la victoria a un certero juego defensivo.
Williams, tres veces campeón, ganó las siete primeras mesas del enfrentamiento con Michael White, galés como él, y selló la victoria (10-3) en la segunda sesión, con un total de cuatro centenas. «He empezado como un tren, he puesto a Michael bajo presión y no he llegado a aflojar», comentó una vez finalizado el partido. La victoria de Mark Allen contra Donaldson (10-6) no evitó que se quejara del comportamiento de la mesa. Neil Robertson, por su parte, llegó a ir dos mesas por detrás de Hugill (1-3), pero se hizo luego con ocho seguidas para allanar el camino hacia la victoria (10-5), con cuatro centenas. Stuart Bingham, semifinalista en la edición previa, se deshizo de Lyu con un 10-5 y firmó una tacada de 140 puntos, la más alta de la ronda. Yan Bingtao consiguió amasar una centena y siete medias centenas en la primera sesión de su partido contra Wakelin, en lo que era la cuarta edición en la que participaba. Ganó cinco de las seis mesas de la segunda mesa y puso punto final al partido con un 10-6, lo que le permitió avanzar a la segunda ronda, tal y como había hecho en los dos años anteriores. John Higgins, que se presentaba en el Crucible por vigesimoctava ocasión consecutiva, se aseguró seis de las últimas ocho mesas para remontar un 4-5 y pasar (10-7) a segunda ronda por octava temporada consecutiva.

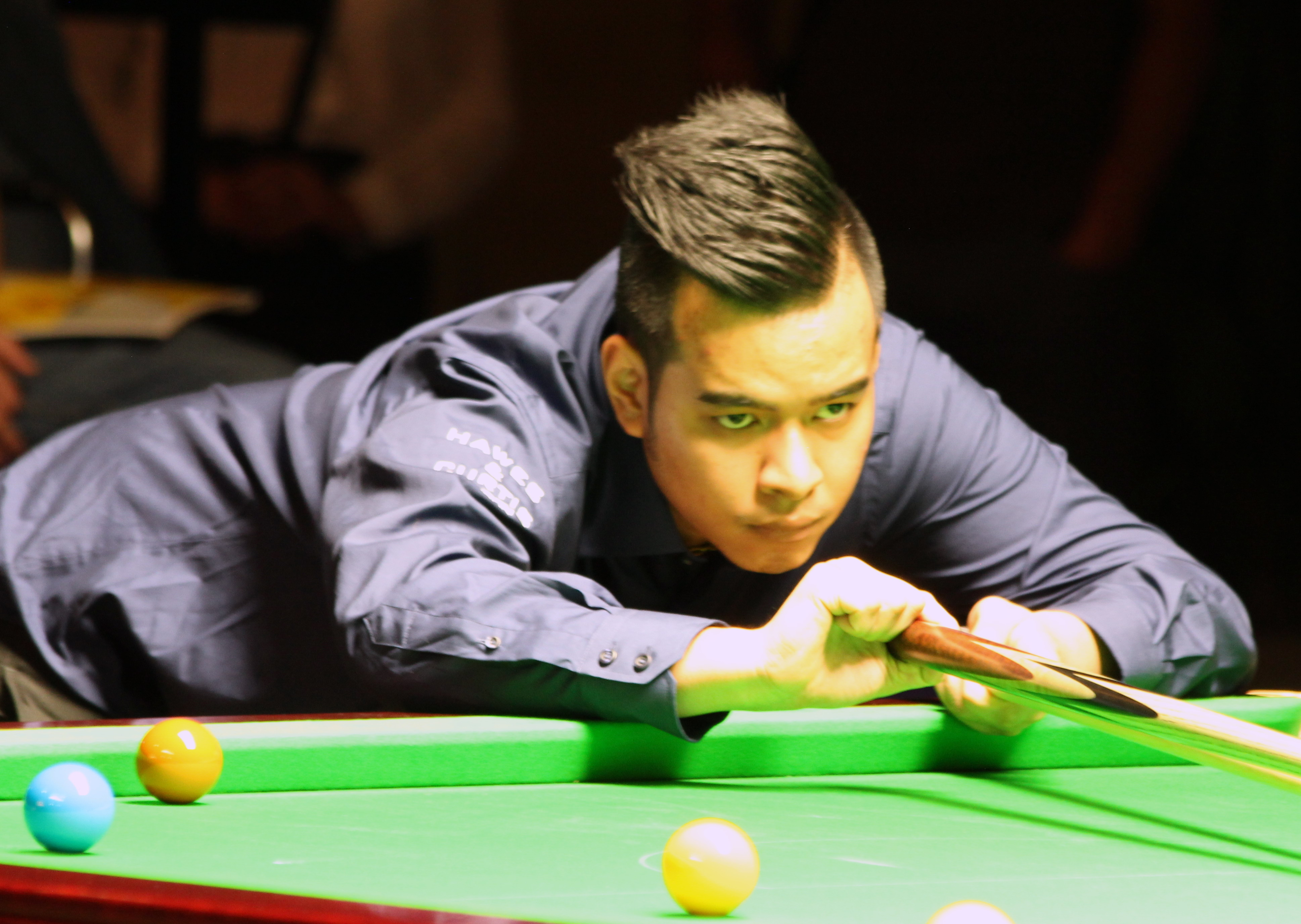
Noppon Saengkham jugó su partido de primera ronda contra Luca Brecel al día siguiente de ser padre

Jack Lisowski iba ganando a Stevens por seis mesas a dos, pero este se recompuso y consiguió empatar el partido con cuatro consecutivas. Aun así, Lisowski se llevó los tres siguientes (9-6) y acabó ganando 10-8. Lamentó en la rueda de prensa posterior que había jugado con miedo y que había intentado proteger la ventaja, «lo peor que se puede hacer». En esta primera ronda se enfrentaron también Kyren Wilson, subcampeón de 2020, y Ding, subcampeón de 2016. Si bien el chino fue 3-0 y 7-5 por delante, el inglés tomó el control del partido con tres mesas consecutivas que le pusieron 8-7. Aunque Ding empató a ocho, falló luego una rosa determinante en la decimoséptima mesa en un intento de salvar una desventaja de sesenta y cinco puntos. Wilson se aprovechó y selló una victoria por diez a ocho que él mismo situó entre las mejores de su carrera. En el partido se amasaron en total cinco centenas y otras doce tacadas de más de cincuenta puntos. Judd Trump, ganador de la edición de 2019, subrayó antes de su enfrentamiento con Vafaei que llevaba un tiempo sin disfrutar de su juego y que no tenía grandes expectativas. Aunque fueron empatados a tres, Trump ganó siete de las siguientes ocho mesas y se hizo con la victoria (10-4). Vafaei, que consiguió reunir 121 puntos en una tacada durante la segunda sesión, se refirió a su debut en el Crucible como un gran logro tanto para él como para su país. Luca Brecel se batió con Saengkham, cuya mujer había dado a luz a su primogénito el día anterior, tres semanas antes de lo previsto. Se llevó seis de las primeras siete mesas y terminó ganando por diez a cinco para avanzar a la segunda ronda por segunda vez en su carrera. Confesó tras el partido que su mujer y él habían llamado a su primogénita Believe («creer», en inglés) por Selby, que en la final de 2017 contra Higgins había dicho «cree, cree, cree» cuando iba perdiendo por diez mesas a cuatro; después de aquello, remontaría para ganar el título.

#### Segunda ronda

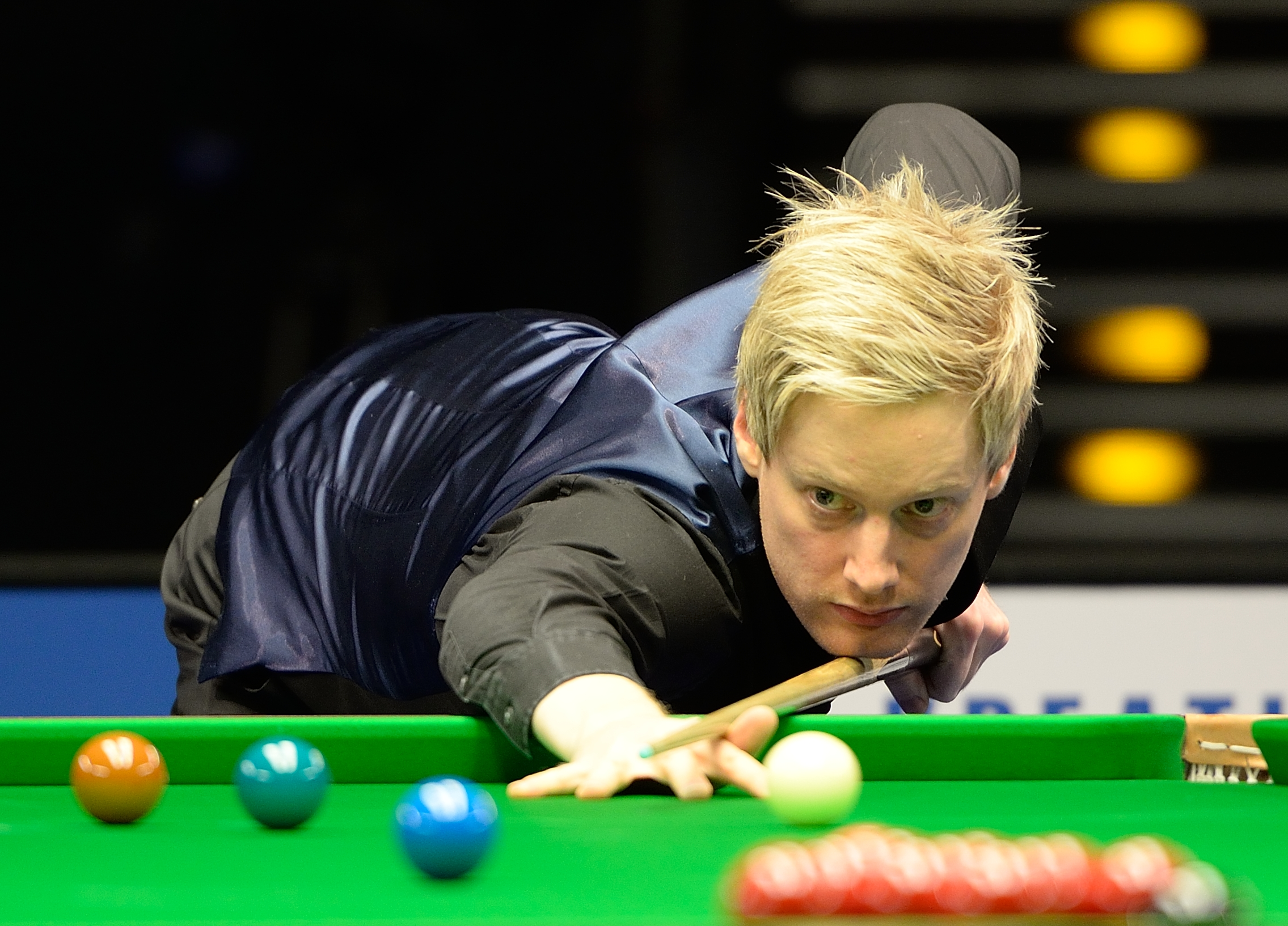
Neil Robertson consiguió una tacada máxima en la segunda ronda

La segunda ronda de la fase final se disputó entre el 21 y el 25 de abril, con partidos al mejor de veinticinco mesas repartidas en tres sesiones. Llegaron hasta esta etapa trece de los dieciséis cabezas de serie y tres jugadores que se habían ganado su plaza a través del clasificatorio: Page, Maguire y Saengkham. Williams se enfrentó a Page, con el que acostumbra a entrenar: «Más que un amigo, es más bien como mi cuarto hijo», dijo. En su único enfrentamiento en un partido profesional hasta la fecha, Williams había ganado por cuatro mesas a uno en el Abierto de Escocia de 2020. Repitió en esta ocasión: ganó las siete primeras mesas y cerró una victoria por trece a tres; requirió tan solo de dos sesiones para alcanzar los cuartos de final por undécima vez. A lo largo del encuentro amasó seis centenas e igualó así el récord para un partido de veinticinco mesas que Selby había conseguido en la edición de 2011.
Maguire se midió con Zhao, que hasta entonces no había jugado un partido a tantas mesas en toda su carrera. El escocés adquirió una ventaja de 5-3 en la primera sesión y la amplió hasta el 11-5 en la segunda, que se vio brevemente interrumpida cuando una paloma aterrizó en la mesa contigua, en la que estaban jugando Yan y Selby. Maguire selló la victoria con un marcador de trece mesas a nueve y alcanzó los cuartos por séptima vez. Dijo que su juego contra Murphy había sido una «basura» y que tras el partido había conducido de vuelta a Glasgow, donde un amigo le había prestado su propio taco para entrenar antes de su enfrentamiento con Zhao. O'Sullivan, por su parte, se encontró con Allen, que predijo que sería capaz de incomodar al número uno del mundo. En la primera mesa, O'Sullivan se lanzó a por un 147, pero perdió la posición tras la décima negra y optó por ir a por la rosa; la tacada fue al final de 87 puntos. Ganó cinco mesas consecutivas en la primera sesión, que acabó con un seis a dos. En la segunda, volvió a intentar hacer un 147, y esta vez llegó a embocar once rojas y once negras, pero perdió nuevamente la posición y falló un double con una roja. Se fue al descanso que siguió al final de la segunda sesión con una ventaja de 12-4. La tercera apenas duró una mesa y el partido concluyó con un 13-4; así, O'Sullivan obtuvo dos nuevos récords: por llegar a cuartos por vigésima vez y por haber ganado setenta y un partidos en el Crucible.
Aunque Selby y Yan llegaron empatados a cuatro al final de la primera sesión, el jugador chino abrió una ventaja de 9-7 al final de la segunda. En la tercera, la decimoctava mesa, que se había prolongado ya durante cuarenta y seis minutos, encalló en una sucesión de tiros defensivos en la bola marrón. Sin certeza de que la bola blanca pudiese conectar con la marrón para embocarla sin tocar la azul e incurrir en una falta, Yan analizó su siguiente tiro durante varios minutos. Le llegó a pedir al árbitro que limpiara la blanca, pero Rob Spencer se negó por lo ajustado de la situación. Algunos de los comentaristas, incluidos Jimmy White y Alan McManus, dijeron que la petición de Yan estaba «fuera de lugar», pero este explicó luego que no era más que una broma. En cualquier caso, aquel tiro le salió bien, consiguió entronerar la marrón y acabó por ganar la mesa para poner el once a siete en el marcador. Selby ganó las tres siguientes y se acercó a solo una de distancia (11-10). La penúltima mesa del partido duró ochenta y cinco minutos, y se convirtió así en la más larga de la historia del Crucible, seguida de cerca por los 79 minutos de una del partido de primera ronda que Brecel y Gary Wilson habían protagonizado en 2019. Yan se la adjudicó con la última negra y acabó por ganar el partido con un 13-10. Wilson, en su partido contra Bingham, intentó encadenar una tacada máxima en la segunda sesión, pero, tras embolsar doce rojas y doce negras, falló la decimotercera roja. Bingham también tuvo su propia oportunidad en la tercera sesión, pero perdió la posición tras la decimotercera roja. Bingham, que se llevó el encuentro por trece mesas a nueve, dijo después que lograr un 147 en el Crucible estaba en su «lista de deseos».
Saengkham y Higgins llegaron empatados a cuatro al final de la primera sesión, pero Higgins ganó siete mesas consecutivas para acabar la segunda con una ventaja de 11-5. En la tercera, y con Higgins a una sola mesa de la victoria (12-6), Saengkham se lanzó a por el 147, pero falló la última roja y la tacada terminó con 112 puntos. «Me habría encantado que lo consiguiera. Se podía ver lo enardecido que estaba y creía que lo iba a conseguir», dijo Higgins, que ganó el partido con un marcador de 13-7 y alcanzó los cuartos de final por decimosexta vez, más que Steve Davis y Jimmy White, con quince, pero aún por detrás de Henry, con diecinueve, y O'Sullivan, con veinte. Trump, que jugaba contra McGill, se fue al descanso que siguió a la segunda sesión con una ventaja de 10-6, pero McGill ganó cuatro de las siguientes cinco mesas y se acercó a una única de distancia (11-10). Trump se aseguró la siguiente para ponerse a una sola de la victoria, pero su rival volvió a ajustar el partido (12-11) y llegó a ir treinta puntos por encima en la vigesimocuarta mesa, pero falló una roja con el rest y Trump aprovechó para certificar el 13-11. Llegó así a sus novenos cuartos de final, y se refirió a la última sesión del partido en los siguientes términos: «Ha sido una de las mejores sesiones que he jugado».
Al cabo de dos sesiones, Lisowski poseía una ventaja de dos mesas (9-7) sobre Robertson. En la decimonovena, el australiano consiguió un 147, el quinto de su carrera y el duodécimo de la historia del Crucible; se convirtió con él en el octavo jugador —tras Cliff Thorburn, Jimmy White, Hendry, O'Sullivan, Williams, Carter y John Higgins— en el octavo jugador en hacer una en la fase final del torneo. Aunque se puso 12-11 y parecía a punto de sellar la victoria con una tacada de 55 puntos en la vigesimocuarta mesa, Lisowski limpió la mesa con 72 puntos y forzó una decisiva. Aunque ambos jugadores tuvieron oportunidades de ganar el partido, fue Lisowski el que se lo llevó. Tras el encuentro, dijo: «Nunca había vivido nada como esto. Esos gritos del público al embolsar la roja que me ha dado el triunfo en la mesa decisiva... Estoy exhausto, he dado todo lo que tenía y ha de ser la mejor victoria de mi carrera».

#### Cuartos de final
Los partidos de cuartos de final se disputaron entre el 26 y el 27 de abril, en tres sesiones y al mejor de veinticinco mesas. Maguire era el único jugador llegado desde el clasificatorio que quedaba en este punto, mientras que Yan y Lisowski no habían jugado hasta entonces en una fase tan avanzada del torneo. O'Sullivan, Higgins y Williams, a los que se conoce como Clase del 92 por llevar jugando de forma profesional desde 1992, no alcanzaban los cuartos todos juntos desde 2011. «Es increíble que hayan pasado treinta años y que los tres seamos ahora mejores que nunca», aseveró Higgins.
En su partido contra Maguire, O'Sullivan ganó seis mesas consecutivas en la primera sesión (6-2) y otras cinco seguidas en la segunda para irse al descanso con una ventaja de 11-5. Tan solo necesitó veinte minutos de la tercera para llegar a su decimotercera semifinal; rompió así el récord que hasta entonces compartía con Hendry, que llegó a doce. Williams ganó cuatro mesas seguidas contra Yan tras el breve descanso de la primera sesión y se puso 6-2 por delante. Sin embargo, Yan ganó seis de las ocho mesas que se jugaron en la segunda sesión e igualó el partido a ocho. En la tercera y última sesión, el jugador chino adquirió una ventaja de 10-8, pero su rival galés volvió a igualar el enfrentamiento a diez, y, si bien Yan aprovechó algunos golpes de suerte para ponerse 11-10 por delante, Williams ganó las tres últimas mesas y cerró un 13-11 que le condujo hacia su séptima semifinal; nadie con más edad que él había estado entre los cuatro mejores desde Ray Reardon en 1985. Tras el triunfo, dijo: «Estoy muy contento de haber llegado a la semfinal. Aquí estoy, treinta años después de hacerme profesional, y sigo dando lo mejor de mí... Estoy embocando bolas mejor que nunca».
Higgins llevó las riendas de su partido contra Lisowski en las dos primeras sesiones: 5-3 al final de la primera y 8-7 a la conclusión de la segunda. En la última, Higgins llegó a ir 11-9, pero Lisowski le endosó tres mesas seguidas para ponerse una por delante y a tan solo una de la victoria. Higgins respondió y forzó la mesa decisiva, en la que Lisowski tuvo la primera oportunidad pero falló una roja cuando llevaba una tacada de dieciocho puntos y Higgins cerró el partido (13-12) con una de setenta y dos. Tras el partido, Higgins confesó que, si bien estaba encantado con su pase a semifinales, no creía que mereciese la victoria. En otro partido, Trump se fue al descanso tras la primera sesión con una ventaja de dos mesas (5-3) sobre Bingham. Este, sin embargo, contraatacó con cinco consecutivas en la segunda y se puso 8-5 por delante; Trump consiguió luego tres seguidas para igualar el partido a ocho. Trump se aseguró todas las mesas de la última sesión y firmó una victoria por trece a ocho. Diría luego que la decimocuarta había sido el punto de inflexión del encuentro: «De repente, Stuart ha fallado una negra que estaba en su punto y eso me ha dado confianza. Con el 8-5 estaba completamente fuera, pero me he centrado en disfrutar y dar lo mejor de mí».

#### Semifinales

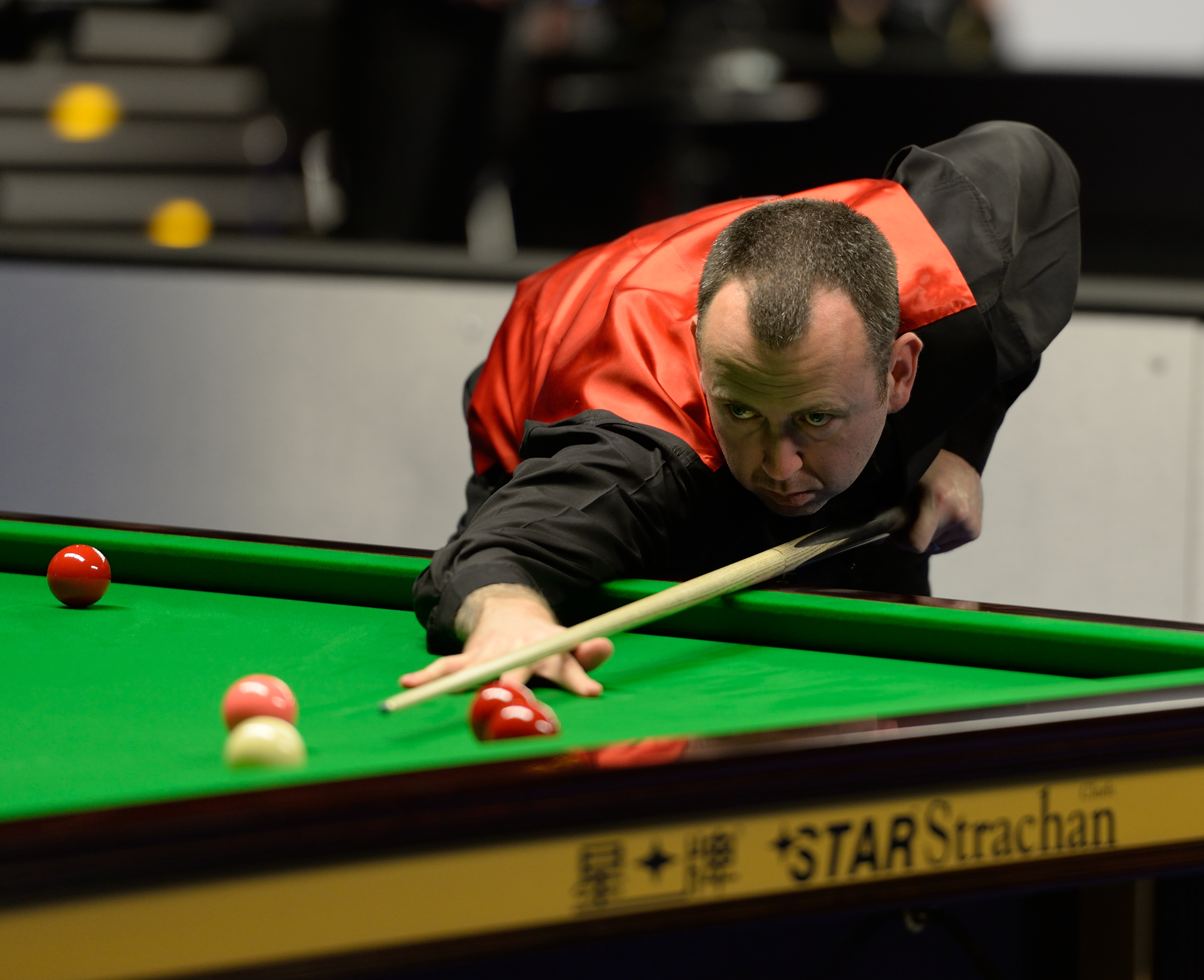
Mark Williams llegó a ir perdiendo 2-9 contra Judd Trump; aunque remontó y se puso 16-15 por delante, acabó perdiendo la semifinal por 16-17

Los partidos de semifinales se jugaron entre el 28 y el 30 de abril, en cuatro sesiones y al mejor de treinta y tres mesas. Por primera vez en la historia del Crucible, todos los semifinalistas tenían ya algún título mundial en su palmarés: O'Sullivan, seis; Higgins, cuatro; Williams, tres, y Trump, uno. Era, asimismo, la primera vez desde 1999 en que los tres integrantes de la Clase del 92 llegaban a esta fase del torneo.
Trump y Williams no se habían enfrentado hasta entonces en una competición de la Triple Corona. El galés cometió varios errores durante la primera sesión y tuvo dificultades para embolsar bolas desde larga distancia, algo que su rival inglés aprovechó para llevarse siete de las primeras ocho mesas.. Ambos jugadores se quejaron del estado de la mesa, que se reparó durante el descanso. Steve Davis señaló la diferencia entre el juego que Williams había desplegado en las anteriores rondas y el de la semifinal: «Sorprende cómo se ha diluido, porque esperábamos que lo mantuviese». El propio jugador se disculpó en Twitter al cabo de la primera sesión. En la segunda, Trump logró dos centenas seguidas y puso el 9-2 en el marcador, pero Williams respondió con una de 119 puntos, la decimotercera del torneo; nunca antes había conseguido trece en una sola cita. Las mesas de la sesión se repartieron, cuatro para cada uno, de modo que Trump se fue con un marcador favorable de 11-5. Las tornas, sin embargo, cambiaron en la tercera: Williams ganó seis de ocho y redujo la diferencia a tan solo dos (13-11), lo que le granjeó la ovación del público. Doherty dijo: «Menuda actuación. Vuelve a quedar todo por decidir en el partido entre Judd Trump y Mark Williams».
En la última sesión, Williams consiguió empatar a trece primero y a quince después. Con una tacada de 138 en la trigésima mesa, consiguió su decimosexta centena del torneo, con la que igualó el récord de centenas en una sola edición del campeonato mundial que Hendry ostentaba desde 2002. Se puso por delante por primera vez con el 16-15, pero Trump llevó el partido hasta la mesa decisiva; antes de que comenzara, el público les brindó una sonora ovación. Ambos tuvieron opciones de llevarse el duelo, pero fue Trump quien embolsó dos de las últimas tres rojas con doubles y luego combinó la última roja con una negra para ganar la mesa y el partido. Tras el partido, dijo que la victoria era una de esas que «ocurre una vez en la vida» y alabó a Williams diciendo que jugar contra él era como poner un videojuego en el nivel más alto de dificultad. Los medios de comunicación que cubrían el torneo elogiaron el dramatismo y la calidad del partido, al que tildaron de ser un «emocionante enfrentamiento en el Crucible» y uno de los mejores partidos que se habían disputado allí en toda la historia. Al concluir el año, el World Snooker Tour lo incluyó en el segundo puesto de la lista de «Los diez mejores partidos de 2022».
O'Sullivan y Higgins se enfrentaron en lo que era su sexto encuentro en el Crucible. Hasta entonces, O'Sullivan le iba ganando la partida a Higgins en el cara a cara (36-33 a lo largo de su carrera), pero el escocés le había derrotado en cinco de los últimos seis partidos. Su último enfrentamiento en el Crucible databa de 2011, cuando Higgins se llevó los cuartos de final por 13-10; acabaría proclamándose campeón de aquella edición. Ninguno de los dos consiguió imprimirle fluidez a su juego, con un O'Sullivan que llegó a promediar veintinueve segundos por tiro en las dos primeras mesas. Aunque Higgins ganó las tres primeras, O'Sullivan se recompuso y consiguió poner el 4-4 en el marcador al final de la primera sesión. En la segunda, el marcador volvió a estar igualado en el 6-6, pero O'Sullivan se adjudicó tres mesas del tirón (9-6). En la última de la sesión, estaba 51 puntos por detrás con 51 puntos por jugar; abrió la tacada con una roja seguida de negra y luego limpió la mesa para forzar la recolocación de la negra, que luego entroneró para aumentar su ventaja a cuatro (10-6).
O'Sullivan amarró cinco de las ocho mesas de la tercera sesión —el último, con una centena de 134 puntos— y amplió su ventaja hasta el 15-9. Higgins, cuya tacada de 103 puntos en la vigesimoprimera mesa fue la única de más de setenta, mostró su frustración al fallar una roja en la vigesimotercera y golpeó el suelo con el taco. Tan solo hubieron de jugarse cuatro mesas en la última sesión, pues O'Sullivan selló una victoria por 17-11. Higgins, descontento con su juego, alabó sin embargo a su rival: «Ronnie ha jugado demasiado bien para mí. Ha sido letal. No creo que haya fallado una sola bola cuando estaba entre ellas; puede que haya perdido la posición unas pocas veces, pero más allá de eso ha estado increíble».

#### Final

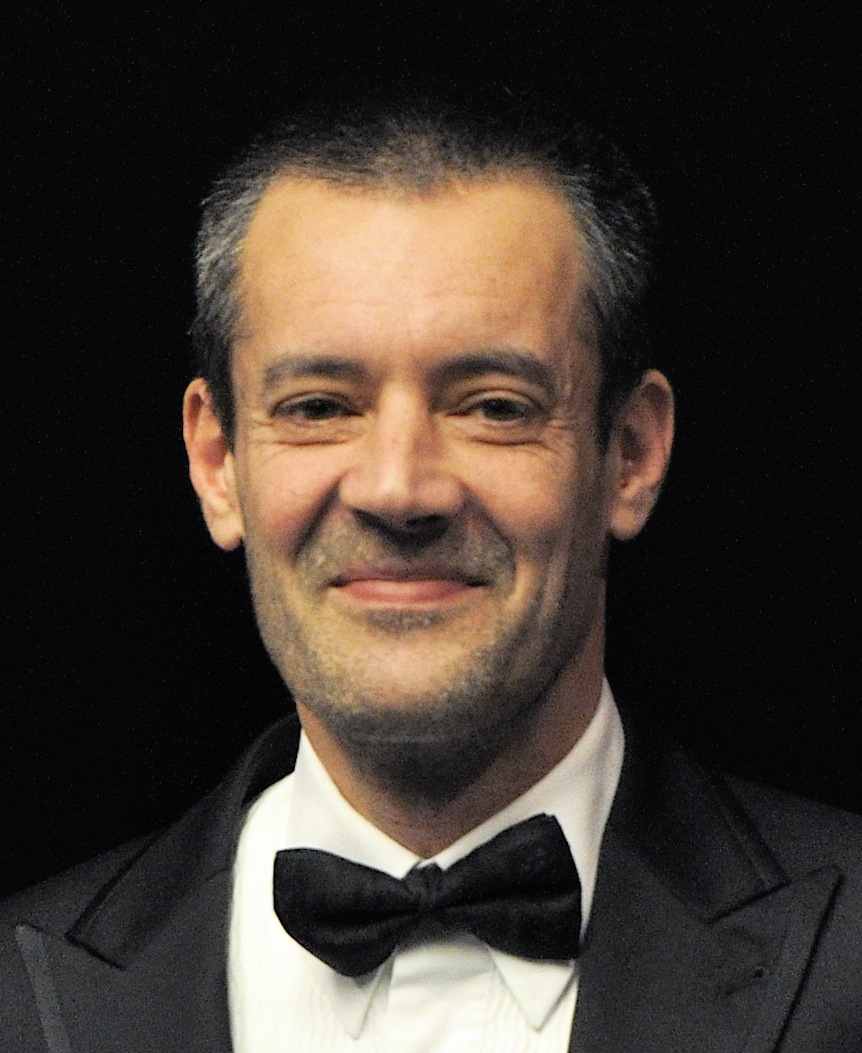
Olivier Marteel (la fotografía es de 2013) fue el encargado de arbitrar la final, la segunda de su carrera

La final se disputó entre el 1 y el 2 de mayo de 2022, al mejor de treinta y cinco mesas y en cuatro sesiones. El belga Olivier Marteel se encargó de arbitrarla; era su segunda, pues ya había supervisado la de 2015 entre Bingham y Murphy. Era la octava final a la que llegaba O'Sullivan, que había ganado seis y perdido una, y la tercera de Trump, que había ganado una y perdido otra. Los dos jugadores ya se habían encontrado previamente en este torneo, en las semifinales de 2013, en las que O'Sullivan ganó por diecisiete mesas a once. Antes de la final de 2022, Trump que dijo que era «un sueño jugar una final contra Ronnie».
Trump ganó la primera mesa, pero O'Sullivan respondió con una centena de 120; era su ducentésima en los mundiales y la decimotercera de esta edición, de modo que igualó su mejor marca. En la cuarta mesa, el árbitro señaló falta y fallo, y O'Sullivan se sumió en una discusión de tres minutos con el árbitro por la posición en la que debía recolocarse la bola blanca. En cualquier caso, remontó aquella mesa y forzó una negra recolocada que consiguió embocar con un double a tres bandas para ponerse 3-1 por delante. Luego amplió la ventaja hasta el 6-1, con otra centena en la sexta mesa. Trump ganó las dos últimas de la sesión para reducir la desventaja a solo dos (5-3). O'Sullivan y Marteel se enzarzaron en varias ocasiones a lo largo de la sesión y no se dieron la mano, algo que es habitual y protocolario al final de esta. El colegiado llegó a avisar a O'Sullivan por un gesto obsceno que habría hecho al no lograr salir de un snooker al final de la octava mesa; el jugador lo negó y acusó al árbitro de andar «buscando problemas». Trump se aseguró la primera mesa de la segunda sesión, pero su rival sacó ventaja de sus fallos, tanto ofensivos como defensivos, y le ganó siete de las siguientes ocho; así, O'Sullivan acabó el día con una ventaja de 12-5, la mayor que había tenido al cabo de una jornada en cualquiera de las finales que había disputado. Además, con una centena de 118 en la undécima mesa, la decimoquinta en esta edición, batió su récord personal en el torneo. Murphy, que comentaba el partido para la BBC, fue muy crítico con el juego de Trump, del que dijo que había «cometido demasiados errores» y que «le esperaba una noche horrible».
La tercera sesión fue la única de todo el campeonato que O'Sullivan perdió: Trump le dio inicio con su primera centena del partido y ganó seis de las ocho mesas que se disputaron, por lo que su desventaja se redujo hasta tres (14-11). En la cuarta y última, O'Sullivan se recompuso y ganó tres de las cuatro primeras mesas con tacadas de 82, 88 y 75 para instalar el 17-12 en el marcador antes del intermedio. En la trigésima mesa, Trump logró una centena, la centésima novena de la edición, una más que en la anterior, que también había sido de récord. Sin embargo, O'Sullivan cerró el partido (18-13) en la siguiente, con una tacada de 85 puntos; igualó así el récord de siete títulos mundiales de Hendry. Aseguró que aquella victoria fue, «probablemente, el mejor resultado» de toda su carrera, y se refirió a la final como «una batalla titánica contra un competidor duro, joven y hambriento». Trump, por su parte, subrayó que había tenido que «bregar contra el mejor jugador de todos los tiempos» y destacó el triunfo de O'Sullivan como «un gran logro para él y para el snooker». La victoria le dio a O'Sullivan su trigésimo noveno título de ranking y el vigesimoprimero de uno de los que conforman la Triple Corona. Tenía en ese momento 46 años y 148 días, de modo que se convirtió en el campeón mundial de más edad de la historia al superar a Reardon, que tenía 45 años y 203 días cuando ganó el título en 1978. O'Sullivan también amarró el récord de partidos ganados en el Crucible, con 74, y concluyó la temporada como número uno del mundo. Clive Everton, en un artículo publicado en Snooker Scene, aseveró que era para el snooker lo que Tiger Woods para el golf y Roger Federer para el tenis.
Cuatro millones y medio de espectadores siguieron la última sesión por la BBC Two, el dato más alto desde 2014 y un incremento del 17 % con respecto a la edición previa. En total, la audiencia durante la retransmisión del torneo creció treinta puntos porcentuales. Eurosport también consiguió cifras de récord en el Reino Unido —tanto en audiencia bruta como en cuota— y en otros países europeos como Francia, Alemania, Italia, Polonia y España.

## Resultados

### Rondas clasificatorias
Se muestran a continuación los resultados de las rondas clasificatorias. Entre paréntesis, se indica el puesto en el que accedieron a estas rondas previas; se denota con una «(a)» a los amateurs y en negrita a los ganadores de cada enfrentamiento. La WPBSA eligió a dieciséis jugadores amateurs, que jugaron en estas fases junto con los 106 profesionales que no estaban entre los dieciséis mejores del ranking —ya clasificados automáticamente para la fase final— y los seis que mejor habían rendido en la Q School en 2021. Los jugadores resaltados en negrita en la columna situada más a la derecha se clasificaron para la fase final.
| Primera ronda (al mejor de 11 mesas) | Primera ronda (al mejor de 11 mesas) | Primera ronda (al mejor de 11 mesas) | Segunda ronda (al mejor de 11 mesas) | Segunda ronda (al mejor de 11 mesas) | Segunda ronda (al mejor de 11 mesas) | Segunda ronda (al mejor de 11 mesas) | Tercera ronda (al mejor de 11 mesas) | Tercera ronda (al mejor de 11 mesas) | Tercera ronda (al mejor de 11 mesas) | Tercera ronda (al mejor de 11 mesas) | Cuarta ronda (al mejor de 19 mesas) | Cuarta ronda (al mejor de 19 mesas) | Cuarta ronda (al mejor de 19 mesas) |
| Primera parte del cuadro             |                                      |                                      |                                      |                                      |                                      |                                      |                                      |                                      |                                      |                                      |                                     |                                     |                                     |
| Zhao Jianbo (81)                     | 4                                    |                                      |                                      | Allan Taylor (80)                    | 6                                    |                                      |                                      | Ricky Walden (17)                    | 4                                    |                                      |                                     | Allan Taylor (80)                   | 1                                   |
| Michael Judge                        | 6                                    | Michael Judge                        | 5                                    | Allan Taylor (80)                    | 6                                    |                                      |                                      |                                      |                                      |                                      |                                     | Allan Taylor (80)                   | 1                                   |
|                                      |                                      |                                      |                                      |                                      |                                      |                                      |                                      |                                      |                                      |                                      |                                     |                                     |                                     |
| Alfie Burden (112)                   | 4                                    | Scott Donaldson (49)                 | 6                                    | Li Hang (48)                         | 5                                    | Scott Donaldson (49)                 | 10                                   |                                      |                                      |                                      |                                     |                                     |                                     |
| Robbie McGuigan (a)                  | 6                                    | Robbie McGuigan (a)                  | 0                                    | Scott Donaldson (49)                 | 6                                    | Scott Donaldson (49)                 | 10                                   |                                      |                                      |                                      |                                     |                                     |                                     |
| Segunda parte del cuadro             |                                      |                                      |                                      |                                      |                                      |                                      |                                      |                                      |                                      |                                      |                                     |                                     |                                     |
| Duane Jones (96)                     | 6                                    |                                      |                                      | Dominic Dale (65)                    | 6                                    |                                      |                                      | Liang Wenbo (32)                     | w.o.                                 |                                      |                                     | Dominic Dale (65)                   | 4                                   |
| Nutcharut Wongharuthai (a)           | 2                                    | Duane Jones (96)                     | 3                                    | Dominic Dale (65)                    | w.o.                                 |                                      |                                      |                                      |                                      |                                      |                                     | Dominic Dale (65)                   | 4                                   |
|                                      |                                      |                                      |                                      |                                      |                                      |                                      |                                      |                                      |                                      |                                      |                                     |                                     |                                     |
| Xu Si (97)                           | 6                                    | Lyu Haotian (64)                     | 6                                    | Lu Ning (33)                         | 3                                    | Lyu Haotian (64)                     | 10                                   |                                      |                                      |                                      |                                     |                                     |                                     |
| Michael Collumb (a)                  | 4                                    | Xu Si (97)                           | 4                                    | Lyu Haotian (64)                     | 6                                    | Lyu Haotian (64)                     | 10                                   |                                      |                                      |                                      |                                     |                                     |                                     |
| Tercera parte del cuadro             |                                      |                                      |                                      |                                      |                                      |                                      |                                      |                                      |                                      |                                      |                                     |                                     |                                     |
| Zhang Jiankang (104)                 | 6                                    |                                      |                                      | Sunny Akani (57)                     | 4                                    |                                      |                                      | Stephen Maguire (32)                 | 6                                    |                                      |                                     | Stephen Maguire (32)                | 10                                  |
| John Astley (a)                      | 4                                    | Zhang Jiankang (104)                 | 6                                    | Zhang Jiankang (104)                 | 3                                    |                                      |                                      |                                      |                                      |                                      |                                     | Stephen Maguire (32)                | 10                                  |
|                                      |                                      |                                      |                                      |                                      |                                      |                                      |                                      |                                      |                                      |                                      |                                     |                                     |                                     |
| Zhang Anda (89)                      | 6                                    | Andy Hicks (72)                      | 4                                    | Zhou Yuelong (25)                    | 6                                    | Zhou Yuelong (25)                    | 7                                    |                                      |                                      |                                      |                                     |                                     |                                     |
| Anton Kazakov (a)                    | 0                                    | Zhang Anda (89)                      | 6                                    | Zhang Anda (89)                      | 5                                    | Zhou Yuelong (25)                    | 7                                    |                                      |                                      |                                      |                                     |                                     |                                     |
| Cuarta parte del cuadro              |                                      |                                      |                                      |                                      |                                      |                                      |                                      |                                      |                                      |                                      |                                     |                                     |                                     |
| Fraser Patrick (105)                 | 1                                    |                                      |                                      | Martin O'Donnell (56)                | 2                                    |                                      |                                      | Mark King (41)                       | 1                                    |                                      |                                     | Michael White (a)                   | 10                                  |
| Michael White (a)                    | 6                                    | Michael White (a)                    | 6                                    | Michael White (a)                    | 6                                    |                                      |                                      |                                      |                                      |                                      |                                     | Michael White (a)                   | 10                                  |
|                                      |                                      |                                      |                                      |                                      |                                      |                                      |                                      |                                      |                                      |                                      |                                     |                                     |                                     |
| Aaron Hill (88)                      | 4                                    | Fergal O'Brien (73)                  | 5                                    | Jordan Brown (24)                    | 6                                    | Jordan Brown (24)                    | 8                                    |                                      |                                      |                                      |                                     |                                     |                                     |
| Liam Davies (a)                      | 6                                    | Liam Davies (a)                      | 6                                    | Liam Davies (a)                      | 5                                    | Jordan Brown (24)                    | 8                                    |                                      |                                      |                                      |                                     |                                     |                                     |
| Quinta parte del cuadro              |                                      |                                      |                                      |                                      |                                      |                                      |                                      |                                      |                                      |                                      |                                     |                                     |                                     |
| Lukas Kleckers (85)                  | 6                                    |                                      |                                      | Nigel Bond (76)                      | 1                                    |                                      |                                      | Matthew Selt (21)                    | 6                                    |                                      |                                     | Matthew Selt (21)                   | 7                                   |
| Soheil Vahedi (a)                    | 3                                    | Lukas Kleckers (85)                  | 6                                    | Lukas Kleckers (85)                  | 3                                    |                                      |                                      |                                      |                                      |                                      |                                     | Matthew Selt (21)                   | 7                                   |
|                                      |                                      |                                      |                                      |                                      |                                      |                                      |                                      |                                      |                                      |                                      |                                     |                                     |                                     |
| Andrew Pagett (108)                  | 6                                    | Thepchaiya Un-Nooh (53)              | 6                                    | Jak Jones (44)                       | 5                                    | Thepchaiya Un-Nooh (53)              | 10                                   |                                      |                                      |                                      |                                     |                                     |                                     |
| Jimmy White                          | 2                                    | Andrew Pagett (108)                  | 4                                    | Thepchaiya Un-Nooh (53)              | 6                                    | Thepchaiya Un-Nooh (53)              | 10                                   |                                      |                                      |                                      |                                     |                                     |                                     |
| Sexta parte del cuadro               |                                      |                                      |                                      |                                      |                                      |                                      |                                      |                                      |                                      |                                      |                                     |                                     |                                     |
| Hammad Miah (92)                     | 6                                    |                                      |                                      | Michael Holt (69)                    | 6                                    |                                      |                                      | Tom Ford (28)                        | 6                                    |                                      |                                     | Tom Ford (28)                       | 5                                   |
| Chen Zifan                           | 3                                    | Hammad Miah (92)                     | 1                                    | Michael Holt (69)                    | 3                                    |                                      |                                      |                                      |                                      |                                      |                                     | Tom Ford (28)                       | 5                                   |
|                                      |                                      |                                      |                                      |                                      |                                      |                                      |                                      |                                      |                                      |                                      |                                     |                                     |                                     |
| Louis Heathcote (101)                | 6                                    | Mark Joyce (60)                      | 6                                    | Jamie Jones (37)                     | 6                                    | Jamie Jones (37)                     | 10                                   |                                      |                                      |                                      |                                     |                                     |                                     |
| Ben Mertens (a)                      | 5                                    | Louis Heathcote (101)                | 5                                    | Mark Joyce (60)                      | 1                                    | Jamie Jones (37)                     | 10                                   |                                      |                                      |                                      |                                     |                                     |                                     |
| Séptima parte del cuadro             |                                      |                                      |                                      |                                      |                                      |                                      |                                      |                                      |                                      |                                      |                                     |                                     |                                     |
| Craig Steadman (100)                 | 4                                    |                                      |                                      | Robbie Williams (61)                 | 6                                    |                                      |                                      | Kurt Maflin (36)                     | 1                                    |                                      |                                     | David Lilley (a)                    | 7                                   |
| David Lilley (a)                     | 6                                    | David Lilley (a)                     | 6                                    | David Lilley (a)                     | 6                                    |                                      |                                      |                                      |                                      |                                      |                                     | David Lilley (a)                    | 7                                   |
|                                      |                                      |                                      |                                      |                                      |                                      |                                      |                                      |                                      |                                      |                                      |                                     |                                     |                                     |
| Lee Walker (93)                      | 6                                    | Tian Pengfei (68)                    | 6                                    | Ding Junhui (29)                     | 6                                    | Ding Junhui (29)                     | 10                                   |                                      |                                      |                                      |                                     |                                     |                                     |
| Reanne Evans                         | 2                                    | Lee Walker (93)                      | 4                                    | Tian Pengfei (68)                    | 4                                    | Ding Junhui (29)                     | 10                                   |                                      |                                      |                                      |                                     |                                     |                                     |
| Octava parte del cuadro              |                                      |                                      |                                      |                                      |                                      |                                      |                                      |                                      |                                      |                                      |                                     |                                     |                                     |
| Barry Pinches (109)                  | 6                                    |                                      |                                      | Joe O'Connor (52)                    | 6                                    |                                      |                                      | Ben Woollaston (45)                  | 1                                    |                                      |                                     | Joe O'Connor (52)                   | 7                                   |
| Lee Stephens (a)                     | 3                                    | Barry Pinches (109)                  | 4                                    | Joe O'Connor (52)                    | 6                                    |                                      |                                      |                                      |                                      |                                      |                                     | Joe O'Connor (52)                   | 7                                   |
|                                      |                                      |                                      |                                      |                                      |                                      |                                      |                                      |                                      |                                      |                                      |                                     |                                     |                                     |
| Ben Hancorn (84)                     | 3                                    | Ashley Hugill (77)                   | 6                                    | Martin Gould (20)                    | 5                                    | Ashley Hugill (77)                   | 10                                   |                                      |                                      |                                      |                                     |                                     |                                     |
| Dean Young                           | 6                                    | Dean Young                           | 0                                    | Ashley Hugill (77)                   | 6                                    | Ashley Hugill (77)                   | 10                                   |                                      |                                      |                                      |                                     |                                     |                                     |
| Novena parte del cuadro              |                                      |                                      |                                      |                                      |                                      |                                      |                                      |                                      |                                      |                                      |                                     |                                     |                                     |
| Rory McLeod (83)                     | 6                                    |                                      |                                      | Ken Doherty (78)                     | 4                                    |                                      |                                      | David Gilbert (19)                   | 6                                    |                                      |                                     | David Gilbert (19)                  | 10                                  |
| Ng On-yee                            | 2                                    | Rory McLeod (83)                     | 6                                    | Rory McLeod (83)                     | 1                                    |                                      |                                      |                                      |                                      |                                      |                                     | David Gilbert (19)                  | 10                                  |
|                                      |                                      |                                      |                                      |                                      |                                      |                                      |                                      |                                      |                                      |                                      |                                     |                                     |                                     |
| Ian Burns (110)                      | 6                                    | Elliot Slessor (51)                  | 6                                    | Anthony Hamilton (46)                | 6                                    | Anthony Hamilton (46)                | 3                                    |                                      |                                      |                                      |                                     |                                     |                                     |
| Marco Fu                             | 5                                    | Ian Burns (110)                      | 0                                    | Elliot Slessor (51)                  | 2                                    | Anthony Hamilton (46)                | 3                                    |                                      |                                      |                                      |                                     |                                     |                                     |
| Décima parte del cuadro              |                                      |                                      |                                      |                                      |                                      |                                      |                                      |                                      |                                      |                                      |                                     |                                     |                                     |
| Peter Devlin (94)                    | 6                                    |                                      |                                      | Oliver Lines (67)                    | 6                                    |                                      |                                      | Jimmy Robertson (30)                 | 6                                    |                                      |                                     | Jimmy Robertson (30)                | 7                                   |
| Yorrit Hoes (a)                      | 1                                    | Peter Devlin (94)                    | 1                                    | Oliver Lines (67)                    | 4                                    |                                      |                                      |                                      |                                      |                                      |                                     | Jimmy Robertson (30)                | 7                                   |
|                                      |                                      |                                      |                                      |                                      |                                      |                                      |                                      |                                      |                                      |                                      |                                     |                                     |                                     |
| Jamie Wilson (99)                    | 6                                    | Chris Wakelin (62)                   | 6                                    | Fan Zhengyi (35)                     | 5                                    | Chris Wakelin (62)                   | 10                                   |                                      |                                      |                                      |                                     |                                     |                                     |
| Jake Crofts (a)                      | 2                                    | Jamie Wilson (99)                    | 2                                    | Chris Wakelin (62)                   | 6                                    | Chris Wakelin (62)                   | 10                                   |                                      |                                      |                                      |                                     |                                     |                                     |
| Undécima parte del cuadro            |                                      |                                      |                                      |                                      |                                      |                                      |                                      |                                      |                                      |                                      |                                     |                                     |                                     |
| Chang Bingyu (102)                   | 5                                    |                                      |                                      | Andrew Higginson (59)                | 4                                    |                                      |                                      | Noppon Saengkham (38)                | 6                                    |                                      |                                     | Noppon Saengkham (38)               | 10                                  |
| Daniel Wells (a)                     | 6                                    | Daniel Wells (a)                     | 6                                    | Daniel Wells (a)                     | 3                                    |                                      |                                      |                                      |                                      |                                      |                                     | Noppon Saengkham (38)               | 10                                  |
|                                      |                                      |                                      |                                      |                                      |                                      |                                      |                                      |                                      |                                      |                                      |                                     |                                     |                                     |
| Peter Lines (91)                     | 5                                    | Cao Yupeng (70)                      | 6                                    | Robert Milkins (27)                  | 6                                    | Robert Milkins (27)                  | 8                                    |                                      |                                      |                                      |                                     |                                     |                                     |
| Sanderson Lam (a)                    | 6                                    | Sanderson Lam (a)                    | 1                                    | Cao Yupeng (70)                      | 3                                    | Robert Milkins (27)                  | 8                                    |                                      |                                      |                                      |                                     |                                     |                                     |
| Duodécima parte del cuadro           |                                      |                                      |                                      |                                      |                                      |                                      |                                      |                                      |                                      |                                      |                                     |                                     |                                     |
| Jamie O'Neill (107)                  | 4                                    |                                      |                                      | Mark Davis (54)                      | 5                                    |                                      |                                      | Liam Highfield (43)                  | 6                                    |                                      |                                     | Liam Highfield (43)                 | 10                                  |
| James Cahill (a)                     | 6                                    | James Cahill (a)                     | 6                                    | James Cahill (a)                     | 5                                    |                                      |                                      |                                      |                                      |                                      |                                     | Liam Highfield (43)                 | 10                                  |
|                                      |                                      |                                      |                                      |                                      |                                      |                                      |                                      |                                      |                                      |                                      |                                     |                                     |                                     |
| Yuan Sijun (86)                      | 6                                    | Steven Hallworth (75)                | 3                                    | Ryan Day (22)                        | 1                                    | Yuan Sijun (86)                      | 7                                    |                                      |                                      |                                      |                                     |                                     |                                     |
| Ross Muir (a)                        | 3                                    | Yuan Sijun (86)                      | 6                                    | Yuan Sijun (86)                      | 6                                    | Yuan Sijun (86)                      | 7                                    |                                      |                                      |                                      |                                     |                                     |                                     |
| Decimotercera parte del cuadro       |                                      |                                      |                                      |                                      |                                      |                                      |                                      |                                      |                                      |                                      |                                     |                                     |                                     |
| Mitchell Mann (87)                   | 0                                    |                                      |                                      | Gao Yang (74)                        | 6                                    |                                      |                                      | Ali Carter (23)                      | 6                                    |                                      |                                     | Ali Carter (23)                     | 8                                   |
| Dylan Emery (a)                      | 6                                    | Dylan Emery (a)                      | 3                                    | Gao Yang (74)                        | 4                                    |                                      |                                      |                                      |                                      |                                      |                                     | Ali Carter (23)                     | 8                                   |
|                                      |                                      |                                      |                                      |                                      |                                      |                                      |                                      |                                      |                                      |                                      |                                     |                                     |                                     |
| Gerard Greene (106)                  | 6                                    | Matthew Stevens (55)                 | 6                                    | Sam Craigie (42)                     | 1                                    | Matthew Stevens (55)                 | 10                                   |                                      |                                      |                                      |                                     |                                     |                                     |
| Rebecca Kenna (a)                    | 1                                    | Gerard Greene (106)                  | 1                                    | Matthew Stevens (55)                 | 6                                    | Matthew Stevens (55)                 | 10                                   |                                      |                                      |                                      |                                     |                                     |                                     |
| Decimocuarta parte del cuadro        |                                      |                                      |                                      |                                      |                                      |                                      |                                      |                                      |                                      |                                      |                                     |                                     |                                     |
| Jackson Page (90)                    | 6                                    |                                      |                                      | Ashley Carty (71)                    | 1                                    |                                      |                                      | Joe Perry (26)                       | 3                                    |                                      |                                     | Jackson Page (90)                   | 10                                  |
| Sean O'Sullivan (a)                  | 1                                    | Jackson Page (90)                    | 6                                    | Jackson Page (90)                    | 6                                    |                                      |                                      |                                      |                                      |                                      |                                     | Jackson Page (90)                   | 10                                  |
|                                      |                                      |                                      |                                      |                                      |                                      |                                      |                                      |                                      |                                      |                                      |                                     |                                     |                                     |
| Iulian Boiko (103)                   | 6                                    | David Grace (58)                     | 6                                    | Xiao Guodong (39)                    | 4                                    | David Grace (58)                     | 6                                    |                                      |                                      |                                      |                                     |                                     |                                     |
| Michael Georgiou (a)                 | 4                                    | Iulian Boiko (103)                   | 4                                    | David Grace (58)                     | 6                                    | David Grace (58)                     | 6                                    |                                      |                                      |                                      |                                     |                                     |                                     |
| Decimoquinta parte del cuadro        |                                      |                                      |                                      |                                      |                                      |                                      |                                      |                                      |                                      |                                      |                                     |                                     |                                     |
| Farakh Ajaib (98)                    | 6                                    |                                      |                                      | Pang Junxu (63)                      | 6                                    |                                      |                                      | Graeme Dott (34)                     | 6                                    |                                      |                                     | Graeme Dott (34)                    | 8                                   |
| Mark Lloyd (a)                       | 1                                    | Farakh Ajaib (98)                    | 1                                    | Pang Junxu (63)                      | 1                                    |                                      |                                      |                                      |                                      |                                      |                                     | Graeme Dott (34)                    | 8                                   |
|                                      |                                      |                                      |                                      |                                      |                                      |                                      |                                      |                                      |                                      |                                      |                                     |                                     |                                     |
| Zak Surety (95)                      | 4                                    | Jamie Clarke (66)                    | 6                                    | Gary Wilson (31)                     | 0                                    | Jamie Clarke (66)                    | 10                                   |                                      |                                      |                                      |                                     |                                     |                                     |
| Si Jiahui (a)                        | 6                                    | Si Jiahui (a)                        | 5                                    | Jamie Clarke (66)                    | 6                                    | Jamie Clarke (66)                    | 10                                   |                                      |                                      |                                      |                                     |                                     |                                     |
| Decimosexta parte del cuadro         |                                      |                                      |                                      |                                      |                                      |                                      |                                      |                                      |                                      |                                      |                                     |                                     |                                     |
| Lei Peifan (111)                     | 6                                    |                                      |                                      | Stuart Carrington (50)               | 3                                    |                                      |                                      | Alexander Ursenbacher (47)           | 3                                    |                                      |                                     | Lei Peifan (111)                    | 9                                   |
| Sean Maddocks                        | 0                                    | Lei Peifan (111)                     | 6                                    | Lei Peifan (111)                     | 6                                    |                                      |                                      |                                      |                                      |                                      |                                     | Lei Peifan (111)                    | 9                                   |
|                                      |                                      |                                      |                                      |                                      |                                      |                                      |                                      |                                      |                                      |                                      |                                     |                                     |                                     |
| Wu Yize (82)                         | 6                                    | Simon Lichtenberg (79)               | 6                                    | Hossein Vafaei (18)                  | 6                                    | Hossein Vafaei (18)                  | 10                                   |                                      |                                      |                                      |                                     |                                     |                                     |
| Bai Langning (a)                     | 2                                    | Wu Yize (82)                         | 4                                    | Simon Lichtenberg (79)               | 0                                    | Hossein Vafaei (18)                  | 10                                   |                                      |                                      |                                      |                                     |                                     |                                     |

### Cuadro de la fase final
Entre paréntesis, se indica el puesto en el que accedieron al torneo los jugadores que llegaron al Crucible como cabezas de serie. Michael White fue el único que se ganó una plaza desde fuera del circuito profesional, como amateur, y se denota con una «(a)». Recalcado en negrita figura el ganador de cada partido:
|  | primera ronda (mejor de 19) | primera ronda (mejor de 19) |                      |    | segunda ronda (mejor de 25) | segunda ronda (mejor de 25) |  |  | cuartos de final (mejor de 25) | cuartos de final (mejor de 25) |  |  | semifinales (mejor de 33) | semifinales (mejor de 33) |  |  | final (mejor de 35) | final (mejor de 35) |
|  |                             |                             |                      |    |                             |                             |  |  |                                |                                |  |  |                           |                           |  |  |                     |                     |
|  | 16 de abril                 |                             |                      |    |                             |                             |  |  |                                |                                |  |  |                           |                           |  |  |                     |                     |
|  |                             |                             |                      |    |                             |                             |  |  |                                |                                |  |  |                           |                           |  |  |                     |                     |
|  | Mark Selby (1)              | 10                          |                      |    |                             |                             |  |  |                                |                                |  |  |                           |                           |  |  |                     |                     |
|  | Mark Selby (1)              | 10                          | 22 y 23 de abril     |    |                             |                             |  |  |                                |                                |  |  |                           |                           |  |  |                     |                     |
|  | Jamie Jones                 | 8                           |                      |    |                             |                             |  |  |                                |                                |  |  |                           |                           |  |  |                     |                     |
|  | Jamie Jones                 | 8                           | Mark Selby (1)       | 10 |                             |                             |  |  |                                |                                |  |  |                           |                           |  |  |                     |                     |
|  | 19 de abril                 |                             | Mark Selby (1)       | 10 |                             |                             |  |  |                                |                                |  |  |                           |                           |  |  |                     |                     |
|  |                             | Yan Bingtao (16)            | 13                   |    |                             |                             |  |  |                                |                                |  |  |                           |                           |  |  |                     |                     |
|  | Yan Bingtao (16)            | Yan Bingtao (16)            | 13                   | 10 |                             |                             |  |  |                                |                                |  |  |                           |                           |  |  |                     |                     |
|  | Yan Bingtao (16)            |                             | 26 y 27 de abril     | 10 |                             |                             |  |  |                                |                                |  |  |                           |                           |  |  |                     |                     |
|  | Chris Wakelin               | 6                           |                      |    |                             |                             |  |  |                                |                                |  |  |                           |                           |  |  |                     |                     |
|  | Chris Wakelin               | 6                           | Yan Bingtao (16)     | 11 |                             |                             |  |  |                                |                                |  |  |                           |                           |  |  |                     |                     |
|  | 16 y 17 de abril            |                             | Yan Bingtao (16)     | 11 |                             |                             |  |  |                                |                                |  |  |                           |                           |  |  |                     |                     |
|  |                             | Mark Williams (8)           | 13                   |    |                             |                             |  |  |                                |                                |  |  |                           |                           |  |  |                     |                     |
|  | Barry Hawkins (9)           | Mark Williams (8)           | 13                   | 7  |                             |                             |  |  |                                |                                |  |  |                           |                           |  |  |                     |                     |
|  | Barry Hawkins (9)           | 21 y 22 de abril            |                      | 7  |                             |                             |  |  |                                |                                |  |  |                           |                           |  |  |                     |                     |
|  | Jackson Page                | 10                          |                      |    |                             |                             |  |  |                                |                                |  |  |                           |                           |  |  |                     |                     |
|  | Jackson Page                | 10                          | Jackson Page         | 3  |                             |                             |  |  |                                |                                |  |  |                           |                           |  |  |                     |                     |
|  | 17 y 18 de abril            |                             | Jackson Page         | 3  |                             |                             |  |  |                                |                                |  |  |                           |                           |  |  |                     |                     |
|  |                             | Mark Williams (8)           | 13                   |    |                             |                             |  |  |                                |                                |  |  |                           |                           |  |  |                     |                     |
|  | Mark Williams (8)           | Mark Williams (8)           | 13                   | 10 |                             |                             |  |  |                                |                                |  |  |                           |                           |  |  |                     |                     |
|  | Mark Williams (8)           |                             | 28, 29 y 30 de abril | 10 |                             |                             |  |  |                                |                                |  |  |                           |                           |  |  |                     |                     |
|  | Michael White               | 3                           |                      |    |                             |                             |  |  |                                |                                |  |  |                           |                           |  |  |                     |                     |
|  | Michael White               | 3                           | Mark Williams (8)    | 16 |                             |                             |  |  |                                |                                |  |  |                           |                           |  |  |                     |                     |
|  | 20 de abril                 |                             | Mark Williams (8)    | 16 |                             |                             |  |  |                                |                                |  |  |                           |                           |  |  |                     |                     |
|  |                             | Judd Trump (4)              | 17                   |    |                             |                             |  |  |                                |                                |  |  |                           |                           |  |  |                     |                     |
|  | Kyren Wilson (5)            | Judd Trump (4)              | 17                   | 10 |                             |                             |  |  |                                |                                |  |  |                           |                           |  |  |                     |                     |
|  | Kyren Wilson (5)            | 24 y 25 de abril            |                      | 10 |                             |                             |  |  |                                |                                |  |  |                           |                           |  |  |                     |                     |
|  | Ding Junhui                 | 8                           |                      |    |                             |                             |  |  |                                |                                |  |  |                           |                           |  |  |                     |                     |
|  | Ding Junhui                 | 8                           | Kyren Wilson (5)     | 9  |                             |                             |  |  |                                |                                |  |  |                           |                           |  |  |                     |                     |
|  | 18 y 19 de abril            |                             | Kyren Wilson (5)     | 9  |                             |                             |  |  |                                |                                |  |  |                           |                           |  |  |                     |                     |
|  |                             | Stuart Bingham (12)         | 13                   |    |                             |                             |  |  |                                |                                |  |  |                           |                           |  |  |                     |                     |
|  | Stuart Bingham (12)         | Stuart Bingham (12)         | 13                   | 10 |                             |                             |  |  |                                |                                |  |  |                           |                           |  |  |                     |                     |
|  | Stuart Bingham (12)         |                             | 26 y 27 de abril     | 10 |                             |                             |  |  |                                |                                |  |  |                           |                           |  |  |                     |                     |
|  | Lyu Haotian                 | 5                           |                      |    |                             |                             |  |  |                                |                                |  |  |                           |                           |  |  |                     |                     |
|  | Lyu Haotian                 | 5                           | Stuart Bingham (12)  | 8  |                             |                             |  |  |                                |                                |  |  |                           |                           |  |  |                     |                     |
|  | 17 y 18 de abril            |                             | Stuart Bingham (12)  | 8  |                             |                             |  |  |                                |                                |  |  |                           |                           |  |  |                     |                     |
|  |                             | Judd Trump (4)              | 13                   |    |                             |                             |  |  |                                |                                |  |  |                           |                           |  |  |                     |                     |
|  | Anthony McGill (13)         | Judd Trump (4)              | 13                   | 10 |                             |                             |  |  |                                |                                |  |  |                           |                           |  |  |                     |                     |
|  | Anthony McGill (13)         | 23, 24 y 25 de abril        |                      | 10 |                             |                             |  |  |                                |                                |  |  |                           |                           |  |  |                     |                     |
|  | Liam Highfield              | 7                           |                      |    |                             |                             |  |  |                                |                                |  |  |                           |                           |  |  |                     |                     |
|  | Liam Highfield              | 7                           | Anthony McGill (13)  | 11 |                             |                             |  |  |                                |                                |  |  |                           |                           |  |  |                     |                     |
|  | 20 y 21 de abril            |                             | Anthony McGill (13)  | 11 |                             |                             |  |  |                                |                                |  |  |                           |                           |  |  |                     |                     |
|  |                             | Judd Trump (4)              | 13                   |    |                             |                             |  |  |                                |                                |  |  |                           |                           |  |  |                     |                     |
|  | Judd Trump (4)              | Judd Trump (4)              | 13                   | 10 |                             |                             |  |  |                                |                                |  |  |                           |                           |  |  |                     |                     |
|  | Judd Trump (4)              |                             | 1 y 2 de mayo        | 10 |                             |                             |  |  |                                |                                |  |  |                           |                           |  |  |                     |                     |
|  | Hossein Vafaei              | 4                           |                      |    |                             |                             |  |  |                                |                                |  |  |                           |                           |  |  |                     |                     |
|  | Hossein Vafaei              | 4                           | Judd Trump (4)       | 13 |                             |                             |  |  |                                |                                |  |  |                           |                           |  |  |                     |                     |
|  | 18 y 19 de abril            |                             | Judd Trump (4)       | 13 |                             |                             |  |  |                                |                                |  |  |                           |                           |  |  |                     |                     |
|  |                             | Ronnie O'Sullivan (2)       | 18                   |    |                             |                             |  |  |                                |                                |  |  |                           |                           |  |  |                     |                     |
|  | Neil Robertson (3)          | Ronnie O'Sullivan (2)       | 18                   | 10 |                             |                             |  |  |                                |                                |  |  |                           |                           |  |  |                     |                     |
|  | Neil Robertson (3)          | 23, 24 y 25 de abril        |                      | 10 |                             |                             |  |  |                                |                                |  |  |                           |                           |  |  |                     |                     |
|  | Ashley Hugill               | 5                           |                      |    |                             |                             |  |  |                                |                                |  |  |                           |                           |  |  |                     |                     |
|  | Ashley Hugill               | 5                           | Neil Robertson (3)   | 12 |                             |                             |  |  |                                |                                |  |  |                           |                           |  |  |                     |                     |
|  | 19 y 20 de abril            |                             | Neil Robertson (3)   | 12 |                             |                             |  |  |                                |                                |  |  |                           |                           |  |  |                     |                     |
|  |                             | Jack Lisowski (14)          | 13                   |    |                             |                             |  |  |                                |                                |  |  |                           |                           |  |  |                     |                     |
|  | Jack Lisowski (14)          | Jack Lisowski (14)          | 13                   | 10 |                             |                             |  |  |                                |                                |  |  |                           |                           |  |  |                     |                     |
|  | Jack Lisowski (14)          |                             | 26 y 27 de abril     | 10 |                             |                             |  |  |                                |                                |  |  |                           |                           |  |  |                     |                     |
|  | Matthew Stevens             | 8                           |                      |    |                             |                             |  |  |                                |                                |  |  |                           |                           |  |  |                     |                     |
|  | Matthew Stevens             | 8                           | Jack Lisowski (14)   | 12 |                             |                             |  |  |                                |                                |  |  |                           |                           |  |  |                     |                     |
|  | 20 y 21 de abril            |                             | Jack Lisowski (14)   | 12 |                             |                             |  |  |                                |                                |  |  |                           |                           |  |  |                     |                     |
|  |                             | John Higgins (6)            | 13                   |    |                             |                             |  |  |                                |                                |  |  |                           |                           |  |  |                     |                     |
|  | Luca Brecel (11)            | John Higgins (6)            | 13                   | 5  |                             |                             |  |  |                                |                                |  |  |                           |                           |  |  |                     |                     |
|  | Luca Brecel (11)            | 24 y 25 de abril            |                      | 5  |                             |                             |  |  |                                |                                |  |  |                           |                           |  |  |                     |                     |
|  | Noppon Saengkham            | 10                          |                      |    |                             |                             |  |  |                                |                                |  |  |                           |                           |  |  |                     |                     |
|  | Noppon Saengkham            | 10                          | Noppon Saengkham     | 7  |                             |                             |  |  |                                |                                |  |  |                           |                           |  |  |                     |                     |
|  | 19 y 20 de abril            |                             | Noppon Saengkham     | 7  |                             |                             |  |  |                                |                                |  |  |                           |                           |  |  |                     |                     |
|  |                             | John Higgins (6)            | 13                   |    |                             |                             |  |  |                                |                                |  |  |                           |                           |  |  |                     |                     |
|  | John Higgins (6)            | John Higgins (6)            | 13                   | 10 |                             |                             |  |  |                                |                                |  |  |                           |                           |  |  |                     |                     |
|  | John Higgins (6)            |                             | 28, 29 y 30 de abril | 10 |                             |                             |  |  |                                |                                |  |  |                           |                           |  |  |                     |                     |
|  | Thepchaiya Un-Nooh          | 7                           |                      |    |                             |                             |  |  |                                |                                |  |  |                           |                           |  |  |                     |                     |
|  | Thepchaiya Un-Nooh          | 7                           | John Higgins (6)     | 11 |                             |                             |  |  |                                |                                |  |  |                           |                           |  |  |                     |                     |
|  | 16 y 17 de abril            |                             | John Higgins (6)     | 11 |                             |                             |  |  |                                |                                |  |  |                           |                           |  |  |                     |                     |
|  |                             | Ronnie O'Sullivan (2)       | 17                   |    |                             |                             |  |  |                                |                                |  |  |                           |                           |  |  |                     |                     |
|  | Zhao Xintong (7)            | Ronnie O'Sullivan (2)       | 17                   | 10 |                             |                             |  |  |                                |                                |  |  |                           |                           |  |  |                     |                     |
|  | Zhao Xintong (7)            | 21, 22 y 23 de abril        |                      | 10 |                             |                             |  |  |                                |                                |  |  |                           |                           |  |  |                     |                     |
|  | Jamie Clarke                | 2                           |                      |    |                             |                             |  |  |                                |                                |  |  |                           |                           |  |  |                     |                     |
|  | Jamie Clarke                | 2                           | Zhao Xintong (7)     | 9  |                             |                             |  |  |                                |                                |  |  |                           |                           |  |  |                     |                     |
|  | 16 y 17 de abril            |                             | Zhao Xintong (7)     | 9  |                             |                             |  |  |                                |                                |  |  |                           |                           |  |  |                     |                     |
|  |                             | Stephen Maguire             | 13                   |    |                             |                             |  |  |                                |                                |  |  |                           |                           |  |  |                     |                     |
|  | Shaun Murphy (10)           | Stephen Maguire             | 13                   | 8  |                             |                             |  |  |                                |                                |  |  |                           |                           |  |  |                     |                     |
|  | Shaun Murphy (10)           |                             | 26 y 27 de abril     | 8  |                             |                             |  |  |                                |                                |  |  |                           |                           |  |  |                     |                     |
|  | Stephen Maguire             | 10                          |                      |    |                             |                             |  |  |                                |                                |  |  |                           |                           |  |  |                     |                     |
|  | Stephen Maguire             | 10                          | Stephen Maguire      | 5  |                             |                             |  |  |                                |                                |  |  |                           |                           |  |  |                     |                     |
|  | 18 de abril                 |                             | Stephen Maguire      | 5  |                             |                             |  |  |                                |                                |  |  |                           |                           |  |  |                     |                     |
|  |                             | Ronnie O'Sullivan (2)       | 13                   |    |                             |                             |  |  |                                |                                |  |  |                           |                           |  |  |                     |                     |
|  | Mark Allen (15)             | Ronnie O'Sullivan (2)       | 13                   | 10 |                             |                             |  |  |                                |                                |  |  |                           |                           |  |  |                     |                     |
|  | Mark Allen (15)             | 22 y 23 de abril            |                      | 10 |                             |                             |  |  |                                |                                |  |  |                           |                           |  |  |                     |                     |
|  | Scott Donaldson             | 6                           |                      |    |                             |                             |  |  |                                |                                |  |  |                           |                           |  |  |                     |                     |
|  | Scott Donaldson             | 6                           | Mark Allen (15)      | 4  |                             |                             |  |  |                                |                                |  |  |                           |                           |  |  |                     |                     |
|  | 16 y 17 de abril            |                             | Mark Allen (15)      | 4  |                             |                             |  |  |                                |                                |  |  |                           |                           |  |  |                     |                     |
|  |                             | Ronnie O'Sullivan (2)       | 13                   |    |                             |                             |  |  |                                |                                |  |  |                           |                           |  |  |                     |                     |
|  | Ronnie O'Sullivan (2)       | Ronnie O'Sullivan (2)       | 13                   | 10 |                             |                             |  |  |                                |                                |  |  |                           |                           |  |  |                     |                     |
|  | Ronnie O'Sullivan (2)       |                             |                      | 10 |                             |                             |  |  |                                |                                |  |  |                           |                           |  |  |                     |                     |
|  | David Gilbert               | 5                           |                      |    |                             |                             |  |  |                                |                                |  |  |                           |                           |  |  |                     |                     |
|  | David Gilbert               | 5                           |                      |    |                             |                             |  |  |                                |                                |  |  |                           |                           |  |  |                     |                     |

### Final
La tabla muestra cómo discurrió la final. En cada mesa, se indican los puntos conseguidos por cada jugador y, entre paréntesis, aquellas tacadas de más de cincuenta que consiguiesen:
| Al mejor de 35 mesas. Crucible Theatre (Sheffield), 1 y 2 de mayo. Árbitro: Olivier Marteel |                |                |                             |                             |                             |                             |                       |                       |                       |                       |
| Judd Trump (4)                                                                              | Judd Trump (4) | Judd Trump (4) | 13-18                       | 13-18                       | 13-18                       | 13-18                       | Ronnie O'Sullivan (2) | Ronnie O'Sullivan (2) | Ronnie O'Sullivan (2) | Ronnie O'Sullivan (2) |
| Primera sesión: 3-5                                                                         |                |                |                             |                             |                             |                             |                       |                       |                       |                       |
| Mesa                                                                                        | 1              | 2              | 3                           | 4                           | 5                           | 6                           | 7                     | 8                     | 9                     | 10                    |
| Trump                                                                                       | 98 (72)        | 0              | 1                           | 66 (52)                     | 13                          | 4                           | 98 (97)               | 79                    | —                     | —                     |
| O'Sullivan                                                                                  | 0              | 120 (120)      | 78 (68)                     | 73                          | 62                          | 105 (105)                   | 0                     | 50                    | —                     | —                     |
| Segunda sesión: 2-7 (5-12)                                                                  |                |                |                             |                             |                             |                             |                       |                       |                       |                       |
| Mesa                                                                                        | 1              | 2              | 3                           | 4                           | 5                           | 6                           | 7                     | 8                     | 9                     | 10                    |
| Trump                                                                                       | 100 (73)       | 7              | 9                           | 15                          | 0                           | 26                          | 80                    | 0                     | 33                    | —                     |
| O'Sullivan                                                                                  | 36             | 117 (66, 50)   | 122 (118)                   | 107 (97)                    | 77                          | 94 (87)                     | 4                     | 79 (60)               | 88 (88)               | —                     |
| Tercera sesión: 6-2 (11-14)                                                                 |                |                |                             |                             |                             |                             |                       |                       |                       |                       |
| Mesa                                                                                        | 1              | 2              | 3                           | 4                           | 5                           | 6                           | 7                     | 8                     | 9                     | 10                    |
| Trump                                                                                       | 115 (107)      | 90 (59)        | 81                          | 45                          | 66                          | 60                          | 1                     | 126 (105)             | —                     | —                     |
| O'Sullivan                                                                                  | 22             | 25             | 0                           | 71 (64)                     | 20                          | 51                          | 68 (55)               | 0                     | —                     | —                     |
| Cuarta sesión: 2-4 (13-18)                                                                  |                |                |                             |                             |                             |                             |                       |                       |                       |                       |
| Mesa                                                                                        | 1              | 2              | 3                           | 4                           | 5                           | 6                           | 7                     | 8                     | 9                     | 10                    |
| Trump                                                                                       | 12             | 12             | 72 (64)                     | 1                           | 151 (109)                   | 0                           | —                     | —                     | —                     | —                     |
| O'Sullivan                                                                                  | 82 (82)        | 88 (88)        | 27                          | 91 (75)                     | 0                           | 93 (85)                     | —                     | —                     | —                     | —                     |
| Judd Trump (4)                                                                              | Judd Trump (4) | Judd Trump (4) | 13-18                       | 13-18                       | 13-18                       | 13-18                       | Ronnie O'Sullivan (2) | Ronnie O'Sullivan (2) | Ronnie O'Sullivan (2) | Ronnie O'Sullivan (2) |
| 109                                                                                         | 109            | 109            | tacada más alta             | tacada más alta             | tacada más alta             | tacada más alta             | 120                   | 120                   | 120                   | 120                   |
| 3                                                                                           | 3              | 3              | centenas                    | centenas                    | centenas                    | centenas                    | 3                     | 3                     | 3                     | 3                     |
| 10                                                                                          | 10             | 10             | tacadas de más de 50 puntos | tacadas de más de 50 puntos | tacadas de más de 50 puntos | tacadas de más de 50 puntos | 16                    | 16                    | 16                    | 16                    |
| Ronnie O'Sullivan gana el Campeonato Mundial de Snooker de 2022                             |                |                |                             |                             |                             |                             |                       |                       |                       |                       |

## Centenas
Los jugadores consiguieron amasar un total de 109 centenas durante la fase final del torneo, lo que rompió, por una, el récord histórico que se había fijado en la edición anterior. La tacada más alta se la llevó Robertson, que firmó un 147. Así se repartieron las centenas:
- 147, 132, 131, 127, 117, 109, 109 — Neil Robertson
- 140, 106, 104 — Stuart Bingham
- 138, 138, 137, 137, 135, 127, 125, 121, 121, 121, 119, 117, 116, 110, 106, 100 — Mark Williams
- 137, 134, 132, 131, 129, 117 — Mark Selby
- 137, 122, 119, 106, 100 — Jack Lisowski
- 136, 109, 103 — Zhao Xintong
- 135, 128, 102 — Jackson Page
- 134, 131, 126, 123, 122, 121, 120, 118, 116, 109, 107, 105, 104, 101, 100 — Ronnie O'Sullivan
- 130 — Shaun Murphy
- 130 — Chris Wakelin
- 129, 124, 106 — Anthony McGill
- 128, 125, 123, 106, 105, 103, 100, 100 — John Higgins
- 127, 112, 110 — Noppon Saengkham
- 126, 103, 101 — Kyren Wilson
- 122, 117, 110 — Ding Junhui
- 121 — Hossein Vafaei
- 120, 114, 113, 110, 109, 107, 105, 105, 105, 103, 100 — Judd Trump
- 114 — Thepchaiya Un-Nooh
- 112, 106, 104, 103, 102, 102, 101, 100 — Yan Bingtao
- 110, 109, 107 — Mark Allen
- 109 — Luca Brecel
- 108 — Matthew Stevens
- 107, 102 — Stephen Maguire
- 103 — Lyu Haotian

### Rondas clasificatorias
En las rondas clasificatorias, se consiguieron 89 centenas, con otra tacada máxima, esta vez obra de Dott. Así se repartieron:
- 147, 138, 107 — Graeme Dott
- 145, 138, 137, 116, 101 — Thepchaiya Un-Nooh
- 144 — Pang Junxu
- 141 — Ian Burns
- 139, 132 — Scott Donaldson
- 139, 130, 115, 100 — Matthew Stevens
- 137, 134 — Ding Junhui
- 137, 108, 104, 100 — Stephen Maguire
- 137 — Ali Carter
- 135 — Elliot Slessor
- 134, 110 — Andy Hicks
- 133 — David Grace
- 133 — Ricky Walden
- 132, 129, 115, 109, 105 — Zhang Anda
- 131, 121, 108 — Chris Wakelin
- 131 — Barry Pinches
- 131 — Jimmy Robertson
- 131 — Zhang Jiankang
- 130, 126, 120, 106, 105 — Yuan Sijun
- 130 — Jordan Brown
- 127 — Liam Davies
- 123, 104 — Liam Highfield
- 123 — Tom Ford
- 122, 116, 100 — Andrew Pagett
- 122 — Chang Bingyu
- 122 — Marco Fu
- 119, 115 — Lyu Haotian
- 119 — Jamie Clarke
- 118 — Mark Davis
- 116, 116, 115 — Lei Peifan
- 116, 113, 111 — Noppon Saengkham
- 116, 104, 103 — Jackson Page
- 116 — Xu Si
- 115 — David Lilley
- 114 — Jamie Wilson
- 113, 113 — James Cahill
- 112, 107 — Ashley Hugill
- 110 — Dominic Dale
- 110 — Zhou Yuelong
- 108, 100 — Iulian Boiko
- 108 — Joe O'Connor
- 106 — Si Jiahui
- 104 — Matthew Selt
- 103 — Daniel Wells
- 102, 100 — Gao Yang
- 101, 100 — David Gilbert
- 100 — Jamie Jones
- 100 — Lee Walker
- 100 — Michael White